# I. Mária skót királynő
I. Mária vagy Stuart Mária (skótul Mary Stuart, gaelül Màiri Stiùbhart; 1542. december 8. – 1587. február 8.) Skócia királynője 1542-től 1567-es lemondatásáig.
Mária V. Jakab skót király egyetlen felnőttkort megért, törvényes gyermeke volt. Hat napos korában apja meghalt, őt pedig az ország királynőjévé koronázták. Gyermekkora során Skóciát régensek kormányozták: először Arran grófja, majd anyja, Guise-i Mária. Hat évesen eljegyezték Ferenc francia trónörökössel, és Párizsba küldték, ahol biztonságban volt a VIII. Henrik angol király Skóciába betörő csapataitól. Mária és Ferenc 1558-ban összeházasodtak. Férje a következő évben megörökölte a francia trónt, ám egy évvel később agytályog következtében meghalt. Az özvegy Mária 1561 augusztusában visszatért Skóciába, ahol a vallási reformációt követően igen feszült volt a helyzet a katolikus és protestáns pártok között. A protestáns hitszónokok, mint John Knox, ellene uszítottak, felszólították alattvalóit, hogy ne engedelmeskedjenek a katolikus vallású Máriának. Mária mérsékelt, toleráns, pragmatikus politikát folytatott, kormányzótanácsába egyaránt befogadta a vezető protestáns és katolikus főurakat.
1565-ben feleségül ment fél-unokatestvéréhez, Lord Darnleyhez és a következő évben megszületett fiuk, Jakab. 1567 februárjában Darnleyt meggyilkolták és a bűncselekménnyel Bothwell grófját gyanúsították. Bothwellt a bíróság felmentette és a következő hónapban, miután állítólag elrabolta Máriát, feleségül vette őt. A közvélemény Mária ellen fordult, akit azzal vádoltak, hogy Bothwell szeretője volt és tudott férje meggyilkolásának tervéről. A főurak fellázadtak ellene, foglyul ejtették, majd egyéves fia javára lemondatták a trónról. Mária tett még egy sikertelen kísérletet a korona visszaszerzésére, majd Angliába menekült és rokonától, I. Erzsébettől kért védelmet.
A gyermektelen Erzsébetnek nem volt örököse és Mária lehetséges utódjának számított. Erzsébet tartott attól, hogy az angol katolikusok összeesküvést szőnek ellene, hogy rokonát segítsék az angol trónra, ezért több mint 18 évig házi őrizetben tartotta Máriát. Ez idő alatt valóban számos Erzsébet-ellenes intrikát lepleztek le és az 1586-os Babington-összeesküvés felszámolásakor kiderült, hogy Mária is tudott az angol királynő megölésére irányuló tervről. A bíróság halálra ítélte és 1587 februárjában, Fotheringhay várában lefejezték. Stuart Mária balszerencsés élete, házasságai, férje meggyilkolásának vádja, az Erzsébet ellen irányuló intrikákban való részvétele évszázadokon át foglalkoztatta a művészeket és a közvéleményt, számos szín- és zenemű, regény, film hőse.

## Gyermekkora

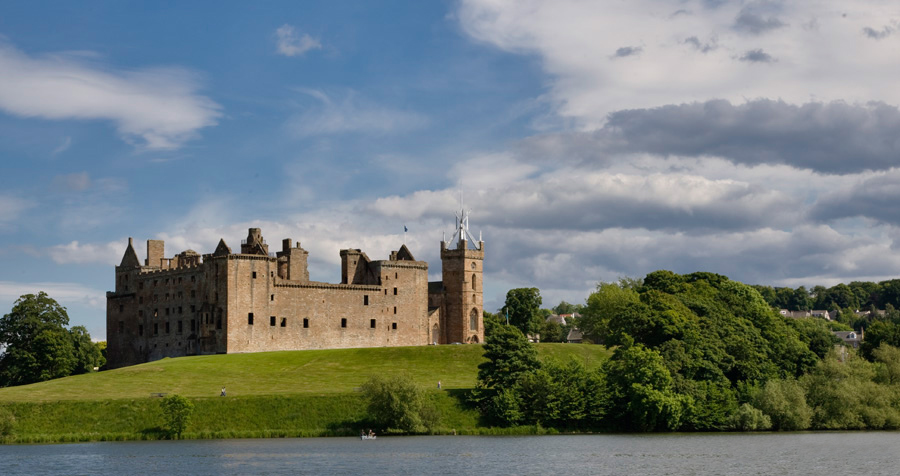
A linlithgowi palota, Stuart Mária (és apja, V. Jakab) szülőhelye

Mária 1542. december 8-án született a linlithgowi palotában, V. Jakab skót király és második felesége, a francia Guise-i Mária harmadik gyermekeként. Két testvére csecsemőkorában meghalt és állítólag ő is koraszülöttként jött a világra. Mária volt Jakab király egyetlen életben maradt törvényes utóda, bár Jakab házasságon kívüli kapcsolataiban hét további gyermeket nemzett. Rokonságban állt VIII. Henrik angol királlyal, apai nagyanyja, Tudor Margit Henrik nővére volt. Mária mindössze hatnapos korában, december 14,-én Skócia királynőjévé vált, mikor apja a katasztrofális kimenetelű Solway Moss-i csata után – talán idegösszeroppanás miatt vagy vérhasban – meghalt.
Állítólag (a történetet először John Knox, Mária ádáz ellenfele jegyezte fel) Jakab halálos ágyán, amikor meghallotta, hogy felesége leányt szült, gyászosan megjegyezte: "Úgy végződik, ahogy kezdődött; egy asszony hozta és egy asszony viszi el" A Stuart-ház úgy került trónra, hogy a 14. században Walter Stewart főkamarás feleségül vette I. Róbert egyetlen lányát, Marjoriet. Mária azonban megtartotta a dinasztiának a koronát; azt csak a 18. század elején, Anna királynő halálával veszítik majd el a Stuartok.
Máriát a linlithgowi Szt. Mihály templomban keresztelték meg. A pletykák szerint gyenge volt és beteges, de az angol követ, aki három hónaposan látta a kis királynőt, kijelentette róla, hogy korához képest megfelelően fejlett és egészségesnek látszik.
Nagykorúvá válásáig Skóciát régensek kormányozták. Eleinte ketten pályáztak a régensségre: a katolikus Beaton bíboros és a protestáns James Hamilton, Arran grófja, aki egyébként első volt a örökösödési sorban. Beatont a király nevezte meg egyik végrendeletében, amelyet azonban a bíboros ellenségei hamisítványnak tartottak. Arrannak sikerült több támogatót szereznie, így a bíborost házi őrizetbe helyezték és a gróf kormányozhatta az országot, egészen 1554-ig, amikor Mária anyja átvette tőle a régensi pozíciót.

### A greenwichi szerződés

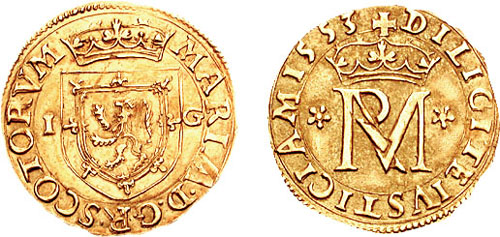
Mária aranypénze, hátlapján királynői monogramjával (Maria Regina)

VIII. Henrik angol király röviddel Mária királynővé válása után saját 5 éves fia és örököse, Eduárd nevében megkérte Mária kezét. 1543. július 1-én Arran régens az angolpárti főurak nyomására megkötötte a greenwichi szerződést, mely kimondta, hogy, amikor Mária tíz éves lesz, feleségül megy Eduárdhoz és Angliába költözik, ahol Henrik felügyeli majd további nevelését. A szerződés kikötötte, hogy a két ország jogilag különálló marad és ha a párnak nem születik gyermeke, az ideiglenes unió felbomlik. A szerződés ellenzői kiengedték Beaton bíborost a fogságból, aki a francia és katolikus orientációt kezdte sürgetni, felingerelve ezzel Henriket, aki azon ügyködött, hogy felbontsák a skót-francia szövetséget.
Beaton el akarta költöztetni Máriát a tengerparti Linlithgowból, a stirlingi vár biztonságába. Arran ellenezte a tervét, de a bíboros fegyveres támogatóinak megjelenésekor visszakozott. 1543. július 27-én Matthew Stuart, Lennox grófja 3500 fegyveressel kísérte át a gyermek királynőt Stirlingbe. Máriát itt koronázták meg szeptember 9-én, a vár kápolnájában.
Röviddel a koronázás előtt Henrik letartóztattatott néhány, Franciaország felé tartó skót kereskedőt, áruikat pedig lefoglalta. Az incidens nagy felháborodást keltett Skóciában, maga Arran régens is Beaton pártjára állt és katolizált. A skót parlament decemberben elutasította a greenwichi szerződést. Az elutasítás és a francia szövetség megújítása miatt VIII. Henrik hadat üzent, hogy kikényszerítse a házasságot. Az angol csapatok rendszeresen betörtek skót és francia területekre (ezt pejoratívan "nyers udvarlásnak" nevezték). 1544 májusában Edward Seymour, Hertford (grófja (később Somerset hercege) kifosztotta Edinburgh-t, Máriát pedig északra, Dunkeldbe menekítették.
1546 májusában Beaton bíborost protestáns főurak meggyilkolták, 1547. szeptember 10-én pedig (9 hónappal VIII. Henrik halála után ) a skótok súlyos vereséget szenvedtek a pinkie-i csatában. Máriát nevelői az Inchmahome szigetén lévő kolostorba menekítették és francia király segítségéért folyamodtak. II. Henrik azt ajánlotta, hogy Máriát jegyezzék el 3 éves fiával, Ferenccel; Arran régens katonai segítség és egy francia hercegi cím fejében belement az egyezségbe. 1548 februárjában a királynőt biztonsága érdekében ismét költöztették, ezúttal Dumbarton várába. Az angolok az országot pusztítva követték és elfoglalták a stratégiai fontosságú Haddington városát. Júniusban végre megérkezett a régóta várt francia segítség és ostrommal visszafoglalták Haddingtont. 1548. július 7-én a város közeli zárdába összehívott parlament elfogadta a franciák házassági ajánlatát.

### Mária Franciaországban

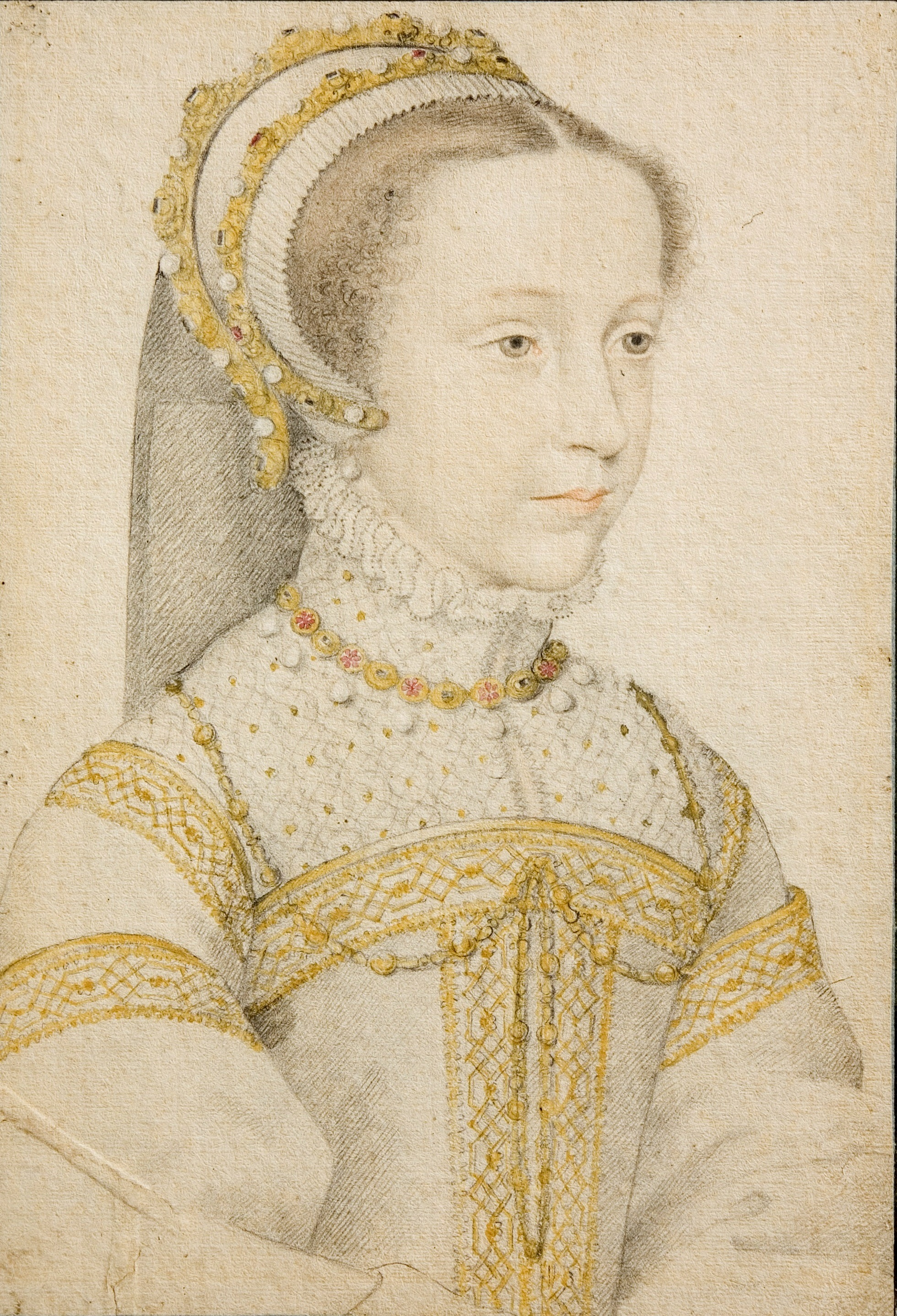
A 13 éves Stuart Mária (François Clouet rajza)

A szerződés megkötése után az öt éves Máriát a párizsi udvarba küldték, ahol élete következő tizenhárom évét töltötte. Egy francia hajóraj Nicolas de Villegagnon parancsnoksága alatt 1548. augusztus 7-én vette fel Dumbartonban és kb. egy héttel később érkeztek meg a bretagne-i Roscoffba vagy Saint-Pol-de-Léon-ba.
Máriát saját udvara kísérte, benne két házasságon kívül született féltestvére és az ún. "négy Mária" (négy őkorabeli lány, főúri sarjak, akiket mind Máriának hívtak). Nevelőnője egyikük anyja, Janet Fleming (V. Jakab féltestvére) volt. Lady Fleminget 1551-ben a királlyal folytatott viszonya miatt visszaküldték Skóciába és Mária nevelését a francia Françoise de Paroy vette át.
A kortársak életvidám, csinos és okos kislányként írták le a skótok királynőjét; az udvarnál mindenki szerette, kivéve leendő anyósát, Medici Katalint; Katalin ellenérzései is csak Henrik halála után kerültek napvilágra.  Mária megtanult lanton és virginálon játszani, megfelelően fogalmazott prózában és versben, megtanították lovagolni, solymászni és hímezni, skót anyanyelvén kívül beszélt franciául, olaszul, latinul, spanyolul és görögül. Egyik legjobb barátnője leendő sógornője, Valois Erzsébet volt. Nagy befolyással volt rá és hasznos tanácsokkal látta el anyai nagyanyja, Antoinette de Bourbon is
Portréi alapján Máriának kis, ovális feje, hosszú, kecses nyaka, ragyogó vörösbarna haja, súlyos szemhéjú barna szemei, fehér bőre, magas homloka és szabályos, határozott arcvonásai voltak. Gyerekként csinosnak, felserdülve vonzó nőnek tartották. Gyerekkorában elkapta a feketehimlőt, de az nem hagyott nyomot az arcán. Mai mércével számítva is igen nyúlánk volt, elérte a 180 cm-t, amivel a 16. században kimondottan magas nőnek számított. Ezzel szemben leendő férje, Ferenc igen alacsony volt és dadogott.
1558. április 4-én Mária aláírt egy titkos egyezményt, mely szerint ha gyermektelenül halna meg, Skóciát és az angol trónra vonatkozó követelését a francia koronára hagyja. Húsz nappal később a Notre Dame-ban feleségül ment Ferenc trónörököshöz.

### Jogcíme az angol koronára

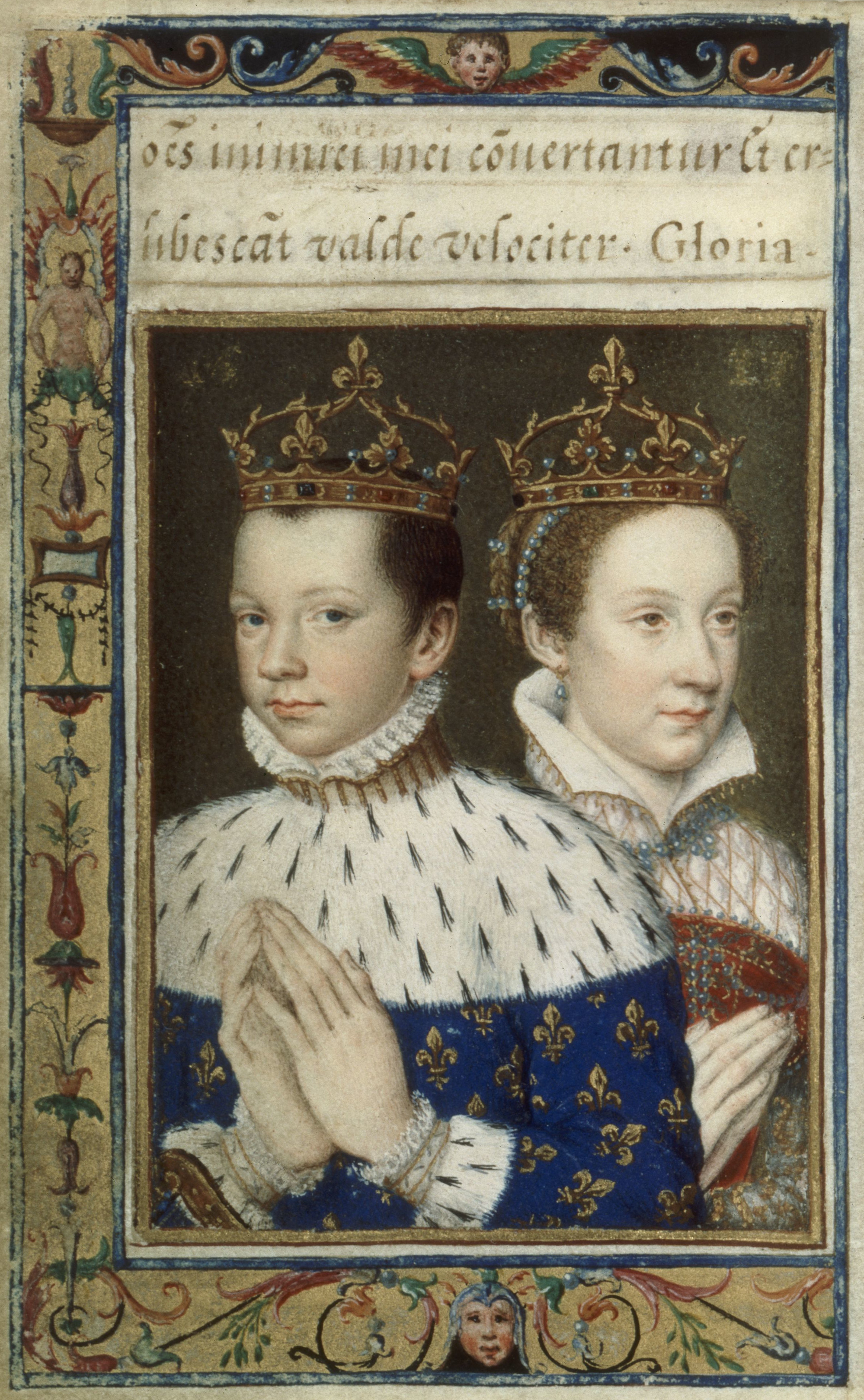
Mária és Ferenc Medici Katalin hóráskönyvében (kb. 1574)

Mária Franciaországban összeállított címere 1559-ből; az angol oroszlánok jelzik igényét Anglia trónjára

1558 novemberében meghalt Tudor Mária angol királynő (VIII. Henrik idősebbik lánya) és húga, Erzsébet követte a trónon. Bár Henrik végakaratában kizárta a Stuartokat az örökösödésből és a parlament 1543-ban rendelettel ismerte el Erzsébetet Tudor Mária utódjaként, sok angol katolikus Stuart Máriát tekintette Anglia jogos uralkodójának, ugyanis ő volt VII. Henrik legidősebb élő és törvényes leszármazottja (nagyanyja, Tudor Margit révén). II. Henrik is fiát és menyét ismerte el Anglia törvényes uralkodóinak, Franciaországban az angol címerben elhelyezték Ferenc és Mária színeit. Mária formális trónigénye a későbbiekben is állandó szálka maradt Erzsébettel való kapcsolatában.
1559. július 10-én II. Henrik behalt egy lovagi tornán szerzett sérüléseibe és a 15 éves Ferenc lépett Franciaország trónjára. Máriát királynévá koronázták. A kormányzatot Mária nagybátyjai, François de Guise herceg és Charles de Guise bíboros irányították.
Eközben Skóciában a hatalom névlegesen Mária anyja kezében volt, aki azonban csak a francia csapatok által tudta valamennyire ellenőrzése alatt tartani a helyzetet és ellenfeleinek, a protestáns kongregációs lordoknak befolyása egyre nőtt. Az 1560-as évek elején a protestáns főurak angol csapatokat hívtak be vallásuk helyzetének megerősítésére. Az amboise-i összeesküvés kitörése lehetetlenné tette, hogy a francia kormány érdemi segítséget nyújtson Guise-i Máriának; ehelyett a Guise-fivérek diplomáciai megoldással próbálkoztak. 1560. június 11-én Marie de Guise, Mária anyja meghalt és az országban összecsaptak a francia (katolikus) és angol (protestáns) pártok képviselői. Július 6-án megkötötték az edinburgh-i egyezményt, miszerint Skóciából kivonják az idegen csapatokat. Franciaország elismerte I. Erzsébetet angol uralkodóként, de a gyászoló 17 éves Stuart Mária nem írta alá a dokumentumot.

## Visszatérése Skóciába

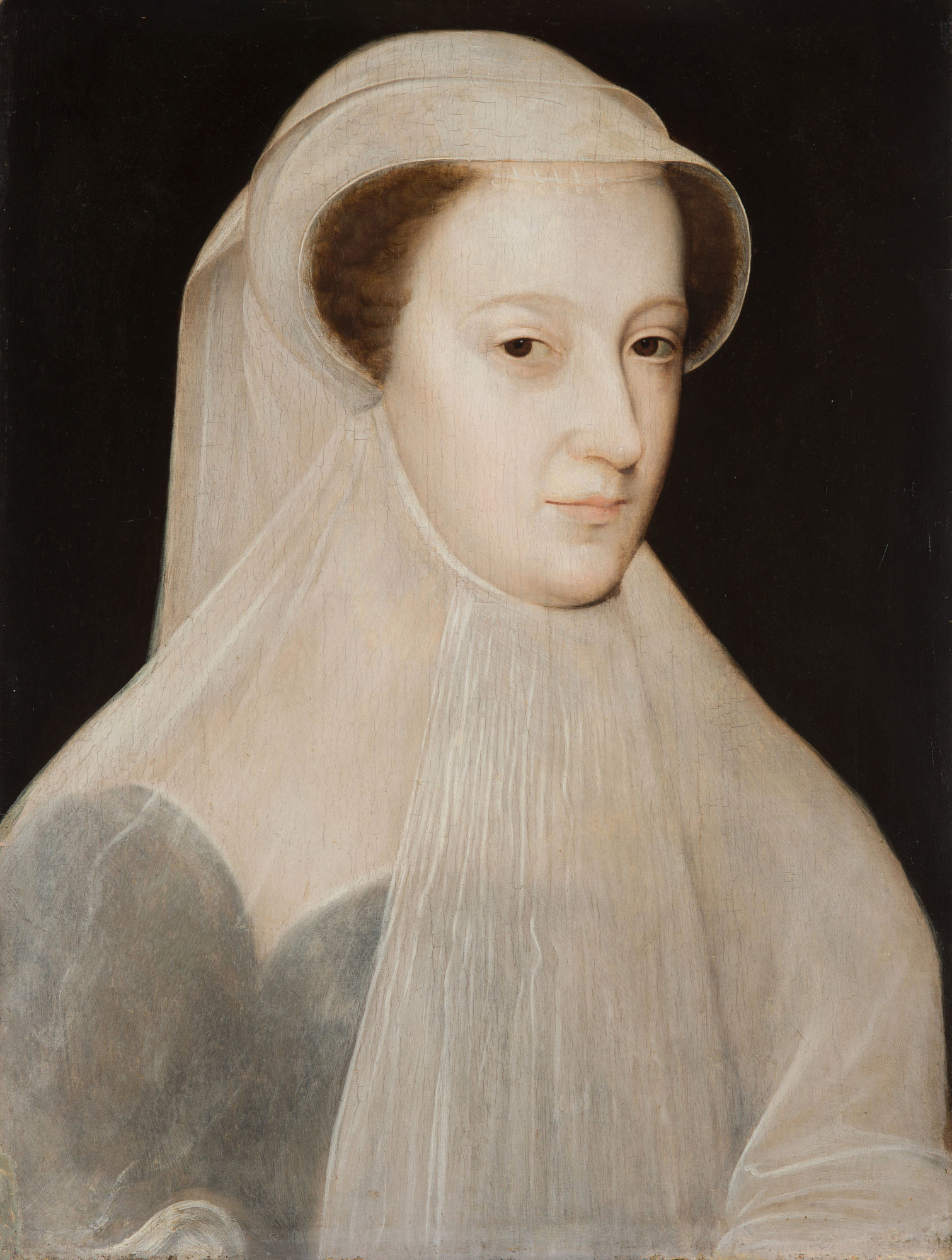
A gyászruhás Mária (François Clouet képe, 1560.

Ugyanebben az évben, 1560-ban II. Ferenc középfülgyulladást kapott, amelyből tályog alakult ki az agyában és december 5-én, 16 évesen meghalt; Máriát lesújtotta a gyász. Utóda 10 éves öccse, IX. Károly lett, a régensi feladatokat pedig anyja, Medici Katalin látta el. Mária kilenc hónappal később visszatért Skóciába; 1561. augusztus 19-én érkezett meg Leith-be. Mivel öt éves kora óta Franciaországban élt, nem voltak közvetlen tapasztalatai a meglehetősen bonyolult és feszült skót politikai helyzetről. Hithű katolikusként alattvalói egy jelentős része (nem beszélve az angol királynőről) eleve gyanakvással szemlélte őt. Az ország megosztott volt, a katolikusok és a protestánsok kölcsönösen gyűlölték egymást. Az utóbbiak pártját Mária törvénytelen féltestvére, James Stewart, Moray grófja vezette. A népszerű protestáns prédikátor, a skót reformáció vezéralakja, John Knox Mária ellen lázított, ostorozta azért mert misére jár, mert nem átall táncolni és túl elegáns ruhákat hord. A királynő magához rendelte és felelősségre vonta, de Knox továbbra is ellenséges maradt vele szemben. Ezt követően a prédikátort felségsértésért bíróság elé citálták, de a bíró felmentette.
Ha a katolikusok azt várták, hogy Mária a pártjuk élére áll, csalódniuk kellett. Mária toleráns volt (az egyébként erősebb) protestánsokkal szemben: legfőbb tanácsadójának Moray grófot kérte fel, titkos tanácsát pedig a korábbi, főleg protestánsokból álló főtisztviselőkből állította össze. A tanács tagjai voltak az 1559-60-as reformációs válság főszereplői is: Archibald Campbell, Argyll grófja, Alexander Cunningham, Glencairn grófja, valamint Moray. A 16 tanácstag közül csak négyen voltak katolikusok: John Stewart, Atholl grófja, George Hay, Erroll grófja, William Graham, Montrose grófja és George Gordon, Huntly grófja és az ország lordkancellárja. Ezenfelül, amikor 1563 decemberében újabb tagot, Patrick Ruthvent vettek fel a tanácsba, az is a protestánsokat erősítette, sőt ő még ellenszenves is volt a királynőnek. Mária kénytelen volt belátni, hogy a protestánsok katonai ereje felülmúlja a katolikusokét és egy ilyen összetételű tanács javította az angol kapcsolatokat is. 1562-ben a katolikus főúr, Lord Huntly a Felföldön fellázadt a királynő ellen, aki Moray segítségével hamarosan leverték a felkelést.

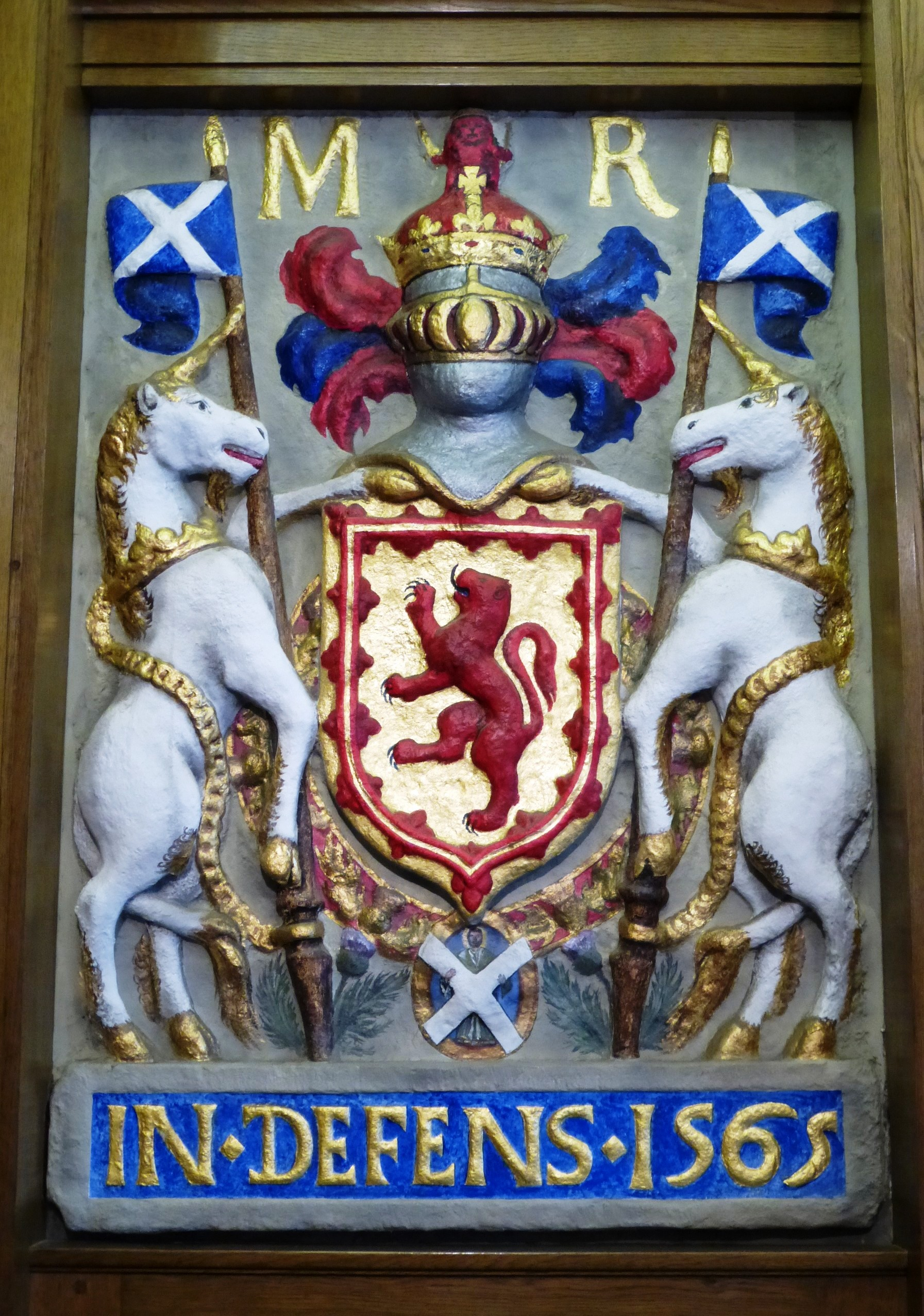
Mária címere a leithi városházán (ma a dél-leithi plébániatemplomban látható)

Mária, William Maitlandet küldte követként a londoni királyi udvarba, hogy ott próbálja elismertetni őt az angol trón örököseként. Erzsébet azonban nem volt hajlandó megnevezni utódját, mert attól tartott, hogy katolikus alattvalói összeesküvést szerveznének az örökös trónra segítésére. Arról azért biztosította Maitlandet, hogy maga sem tud jobb jelöltet Máriánál. 1561 végén vagy 1562 elején megegyezés született arról, hogy a két királynő találkozik Yorkban vagy Nottinghamben, de a francia vallásháború fellángolása miatt Erzsébet lemondta a találkozót.
A gyászidőszak letelte után ideje volt, hogy a fiatal özvegy új férjet találjon magának; viszont amikor nagybátyja, Charles de Guise bíboros Mária jóváhagyása nélkül felvette a kapcsolatot Károly osztrák főherceggel, a királynő felháborodottan leállította a tárgyalásokat. Mária megpróbált tárgyalni Don Carlos spanyol trónörökössel (aki egyébként bizonyos fokig gyengeelméjű volt) kötendő házasságról, de annak apja, II. Fülöp visszautasította. Erzsébet királynő inkább egy protestáns angol főurat, Robert Dudleyt ajánlotta figyelmébe, aki az angol királynő kegyence volt és akiben Erzsébet megbízott. Bár kedvező válasz esetén Erzsébet felajánlotta hogy elismeri Máriát örökösének, a terv végül dugába dőlt, már csak azért is, mert a vőlegény sem lelkesedett túlságosan a frigyért.
Ezzel szemben Pierre de Boscosel de Chastelard, a skót udvarban élő francia költő fülig beleszeretett Máriába. 1563 elején a királynő ágya alatt találtak rá, ahová azért bújt, hogy megvallja szerelmét neki, amikor az egyedül van. Mária kiutasította az országból, de a költő két nappal később ismét elrejtőzött a hálószobájában és akkor bújt elő, amikor a királynő épp vetkőzni készült. Mária kiabálására a testőrök berohantak és lefogták Boscoselt, akit a bíróság felségsértésért halálra ítélt és lefejezték. Az angol követ szerint a költő csak tettette a szerelmet és az egészet a hugenották tervelték ki, hogy besározzák Mária jó hírét.

## Házassága Lord Darnleyval

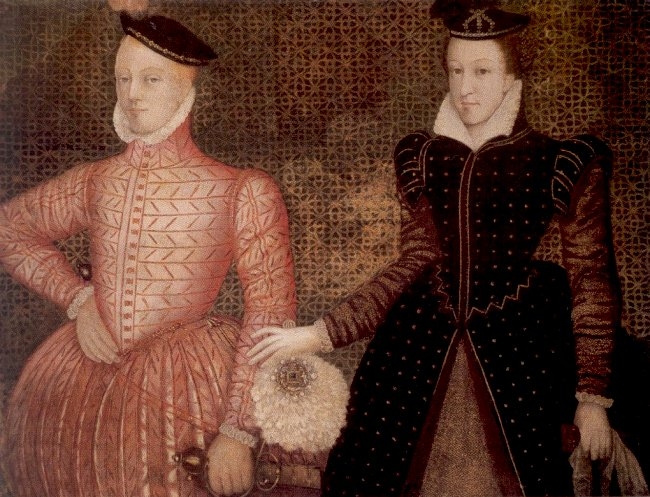
Mária és második férje, Lord Darnley

Mária még 1561 februárjában, gyászéve alatt találkozott Angliában született fél-unokatestvérével, Henry Stuarttal (Lord Darnleyval), aki részvétét fejezte ki nála férje halála miatt. Darnley anyja Mária apai nagyanyjának, Tudor Margitnak második házasságából született. Ezt követően 1565 februárjában találkoztak Wemyss várában és Mária beleszeretett a "nyurga ifjoncba", ahogy Erzsébet királynő hívta a lordot 180 cm fölötti magassága miatt. Még ugyanazon év július 29-én össze is házasodtak az edinburgh-i Holyrood Palace-ban, bár nem kaptak pápai feloldozást a rokonházasság miatt. A diszpenzációt IV. Piusz csak szeptember 25-én adta ki, május 25-re visszadátumozottan.Weir 2008, p. 82
A jelek szerint Mária nem hideg számítások alapján, hanem szívét követve házasodott; Nicholas Throckmorton angol követ jelentése szerint olyan volt, mintha megbabonázták volna és csak erőszakkal lehetett volna elválasztani vőlegényétől. Erzsébet nem örült Mária választásának; mindkét házastársnak volt némi jogosultsága az angol trónra és esetleges gyermekük esetén ez az igény csak erősödött volna. Az is dühítette, hogy szerinte Darnleynak – lévén neki is rokona és azonfelül angol alattvaló – ki kellett volna kérnie az ő beleegyezését az esküvő előtt.
Miután a királynő férjhez ment egy vezető katolikus főúrhoz, féltestvére, Moray gróf néhány más protestáns lorddal (mint Argyll és Glencairn grófjai) együtt nyíltan fellázadt. Mária 1565. augusztus 26-án indult el Edinburgh-ból, hogy szembenézzen velük. Néhány nappal később Moray bevonult a városba, de nem tudta elfoglalni a várat ezért rövidesen távozott. Az ún. "kergetőző hadjárat" során a felek mintegy másfél hónapig vonulgattak, de egyszer sem csaptak össze. Mária pártja hamarosan megerősödött, csatlakozott hozzá Huntly grófjának fia, George Gordon és James Hepburn, Bothwell grófja, aki francia száműzetéséből tért vissza. Moraynak nem sikerült elegendő támogatót találnia, ezért októberben Erzsébetnél keresett menedéket. Mária ezt követően kibővítette a titkos tanácsot, egyaránt felvéve katolikusokat (John Lesleyt, Ross püspökét és Simon Preston edinburgh-i prépostot) és protestánsokat (Lord Huntlyt, Alexander Gordon gallowayi püspököt, Lord Herriest és James Balfourt)

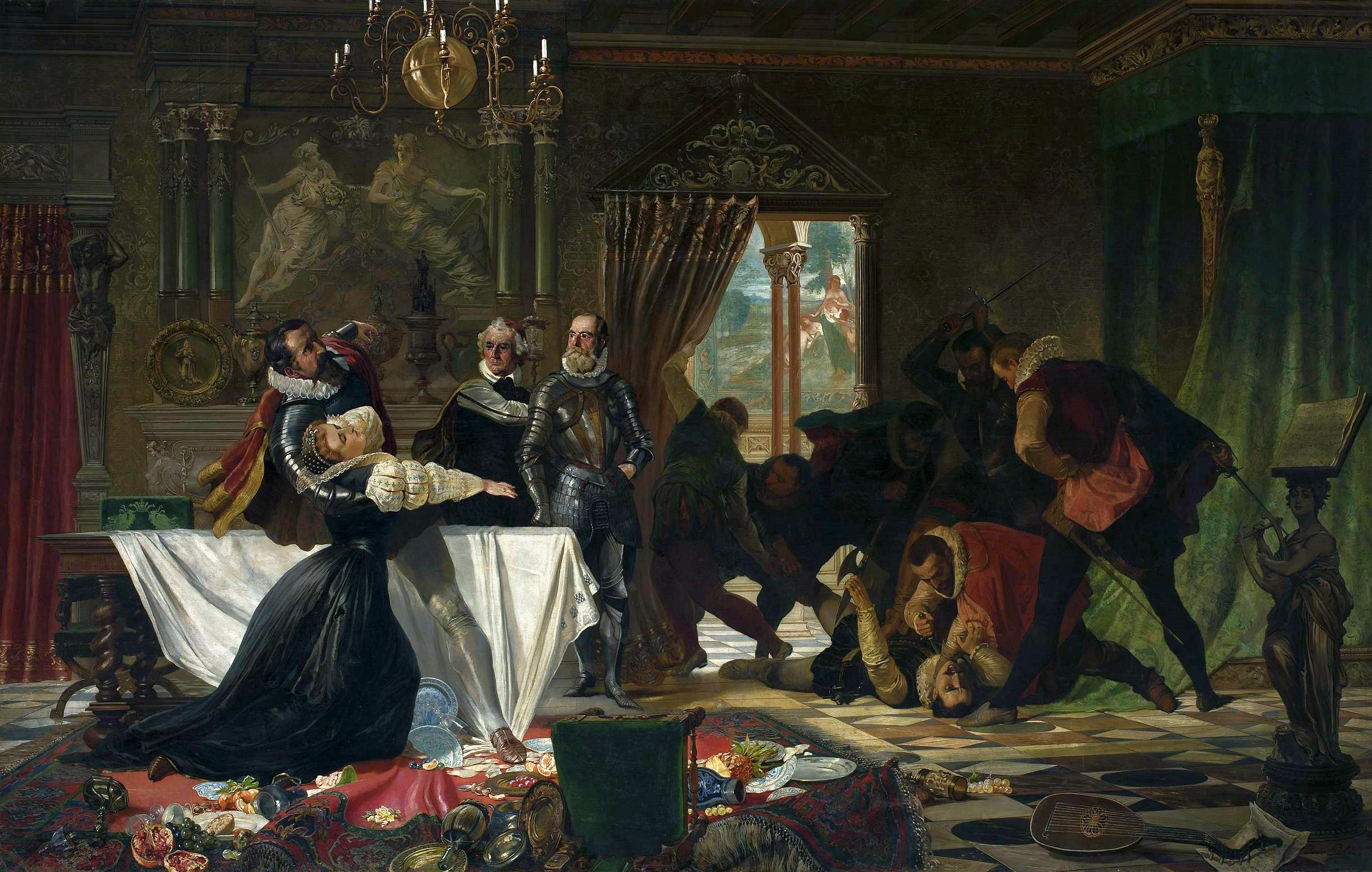
David Rizzio meggyilkolása (Jean Lulvès képe)

Darnley hamarosan elégedetlenkedni kezdett, nem érte be a királynő házastársának jogkörével, hanem egyenrangú társuralkodó szeretett volna lenni, hogy felesége halála esetén is megtarthassa a koronát. Mária ezt megtagadta és bár októberre kiderült hogy teherbe esett, kapcsolatuk feszült maradt. Darnley féltékenykedett felesége olasz magántitkára, David Rizzióra is, akiről azt pletykálták, hogy ő Mária gyermekének apja. 1566 tavaszán Darnley néhány protestáns főúrral (köztük olyanokkal, akik előző évben fellázadtak Mária ellen) összeesküvést szervezett Rizzio ellen. Március 9-én Darnley és társai berontottak a királynő lakosztályába, ahol Mária féltestvérével és titkárával éppen vacsorázott, Rizziót átrángatták a szomszéd szobába és állítólag 57 döféssel meggyilkolták. Két nappal később Dranley kiábrándult protestáns barátaiból, Mária pedig fogadta az Angliából visszatérő Morayt, akit – Argyll és Glencairn grófokkal együtt – visszafogadott a tanácsába.

### Darnley meggyilkolása
Mária és Darnley fia, Jakab 1566. június 19-én született az edinburgh-i várban. Rizzio meggyilkolása azonban ekkorra már tönkretette házasságukat. Októberben a skót-angol határvidéken tartózkodó Mária meglátogatta Bothwell grófját, aki éppen a határvidéki portyázókkal vívott összetűzésben szerzett sebeiből lábadozott. Ellenségei később azt terjesztették, hogy mint a szeretőjével találkozott a gróffal, bár a királynőt elkísérték tanácsadói és testőrei is. A látogatást követően visszatért Jedburgh várába, ahol súlyos betegség verte le a lábáról. Hányt, elvesztette látását, nem tudott beszélni, görcsök kínozták és többször elvesztette az eszméletét. Már attól tartottak, hogy a halálán van, de október 25-től állapota javulni kezdett, amit francia orvosai hozzáértésének tulajdonítottak. Betegségének oka nem ismert, mai orvosok többek között fizikai és mentális kimerültségre, gyomorvérzésre vagy porfíriára gyanakodnak.

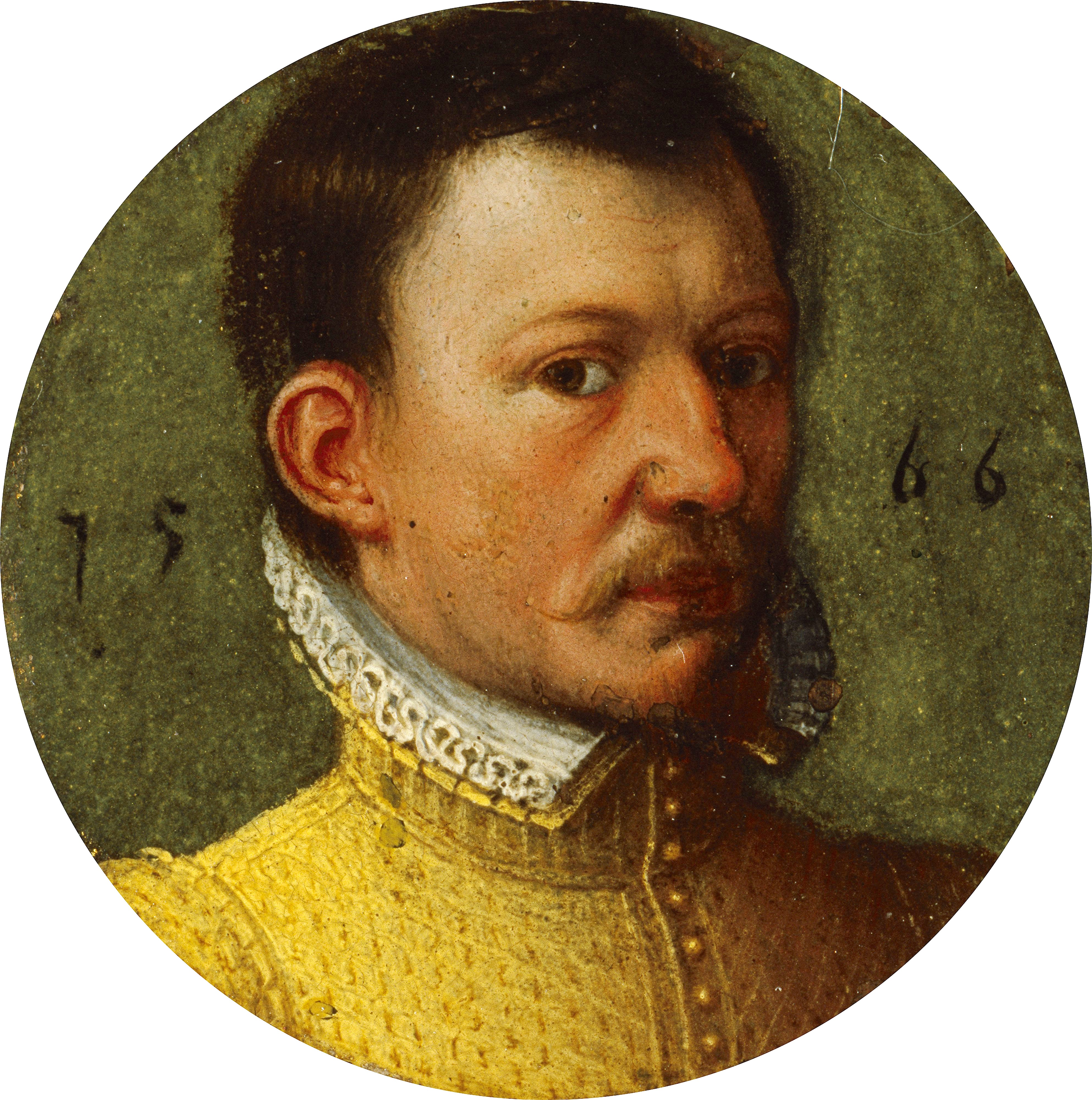
James Hepburn, Bothwell 4. grófja

November végén Mária az Edinburgh melletti Craigmillar várába hívta bizalmasait, hogy megtárgyalják férje miatti problémáit. A válás is felmerült lehetőségként, de a lordok valószínűleg más, direktebb megoldásra is gondoltak. Darnley gyanakodni kezdett és miután decemberben megkeresztelték a fiát, még karácsony előtt apja Glasgow melletti birtokára utazott. Az út kezdetekor belázasodott és hetekig betegeskedett. Betegségének okaként himlő, szifilisz vagy mérgezés egyaránt felmerült.
1567 januárjának végén Mária visszahívta férjét Edinburgh-ba. Darnley James Balfour fivérének házában lábadozott betegségéből, ahol felesége naponta meglátogatta és már úgy tűnt, hogy kibékülnek. Február 9-én kora este a királynő ismét Darnleynél volt, majd továbbment egyik udvaroncának esküvőjére. Másnap kora reggel robbanás döntötte romba a házat, Darnleyt pedig holtan találták a kertben. Erőszakra utaló jeleket, sérüléseket nem találtak a testén, feltehetően megfulladt vagy megfojtották. A boncolóorvos azt jelentette, hogy belső sérülései voltak, feltehetően a robbanástól. John Knox szerint az orvos hazudott és a lordot megfojtották; mindenesetre az biztos volt, hogy gyilkosság történt. A közvélemény Máriát, Bothwell, Moray és Morton grófjait vagy William Maitland államminisztert egyaránt gyanúsította. Február végére Bothwell vált az első számú gyanúsítottá és Darnley apja követelte, hogy állítsák őt parlamenti bíróság elé. Mária ebbe beleegyezett, de nem hagyott időt a vádlóknak bizonyítékok gyűjtésére és ezek hiányában április 12-én Bothwellt egy hétórás tárgyalás után felmentették. Egy héttel később Bothwellnek sikerült megnyernie mintegy két tucatnyi főúr és püspök hozzájárulását, hogy feleségül vehesse Máriát.

## Házassága Bothwellel

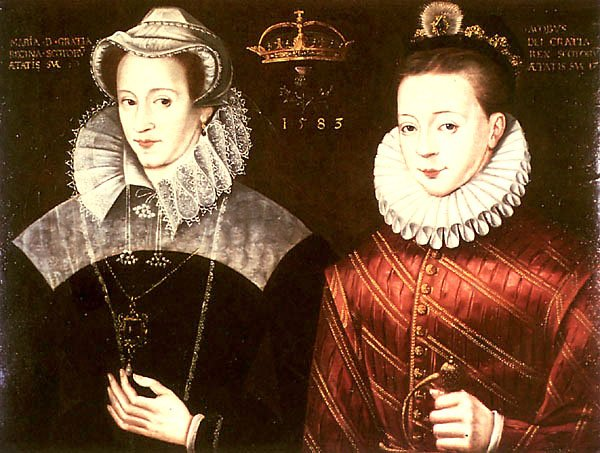
Stuart Mária és fia, VI. Jakab (Mária valójában tíz hónapos korában látta utoljára a fiát)

1567. április 21-én Mária meglátogatta tíz hónapos fiát Stirlingben. 24-én visszaindult Edinburgh-ba, amikor Lord Bothwell 800 fős csapatával feltartóztatta és a biztonságára való hivatkozással – a királynő későbbi állítása szerint – erővel Dunbar várába vitte és megerőszakolta. Május 6-án Mária és Bothwell visszatértek Edinburgh-ba és másnap a férfi semmissé tétette előző házasságát. Május 12-én a királynő Orkney hercegévé és Fife márkijává nevezte ki Bothwellt, három nappal később pedig  protestáns rítus szerint házasságot kötött vele.
Bár Mária azt remélte, hogy a nemesek támogatni fogják házasságát, Bothwell és a királynő hamarosan igen népszerűtlenné váltak. A katolikusok törvénytelennek tartották a házasságot, mert nem ismerték el sem a férfi válását, sem a protestáns szokás szerint tartott esküvőt. De mind a katolikusok, mind a protestánsok megdöbbentek azon, hogy Mária képes frigyre lépni azzal a férfival, akit korábbi férje gyilkosának tartottak.
Huszonhat főúr fellázadt Mária és Bothwell ellen és összegyűjtötték seregeiket. A királynő június 15-én Carberry Hill-nél nézett szembe a felkelőkkel, de csatára nem került sor, mert Mária csapatai a tárgyalások során elszéledtek. A főurak Bothwellt szabadon engedték, de Máriát Edinburgh-ba vitték, ahol az összegyűlt tömeg házasságtöréssel és férje meggyilkolásával vádolta. Másnap este a Loch Leven-tó szigetén álló várba vitték és őrizet alá vették. Július 20-23 között az ikrekkel terhes Mária elvetélt. Július 24-én kényszerítették, hogy írja alá lemondását egyéves fia, Jakab javára. Moray lett az ország régense, Bothwellt pedig száműzték; őt Dániában bebörtönözték, elméje elborult és 1578-ban meghalt.

## Angliai fogsága

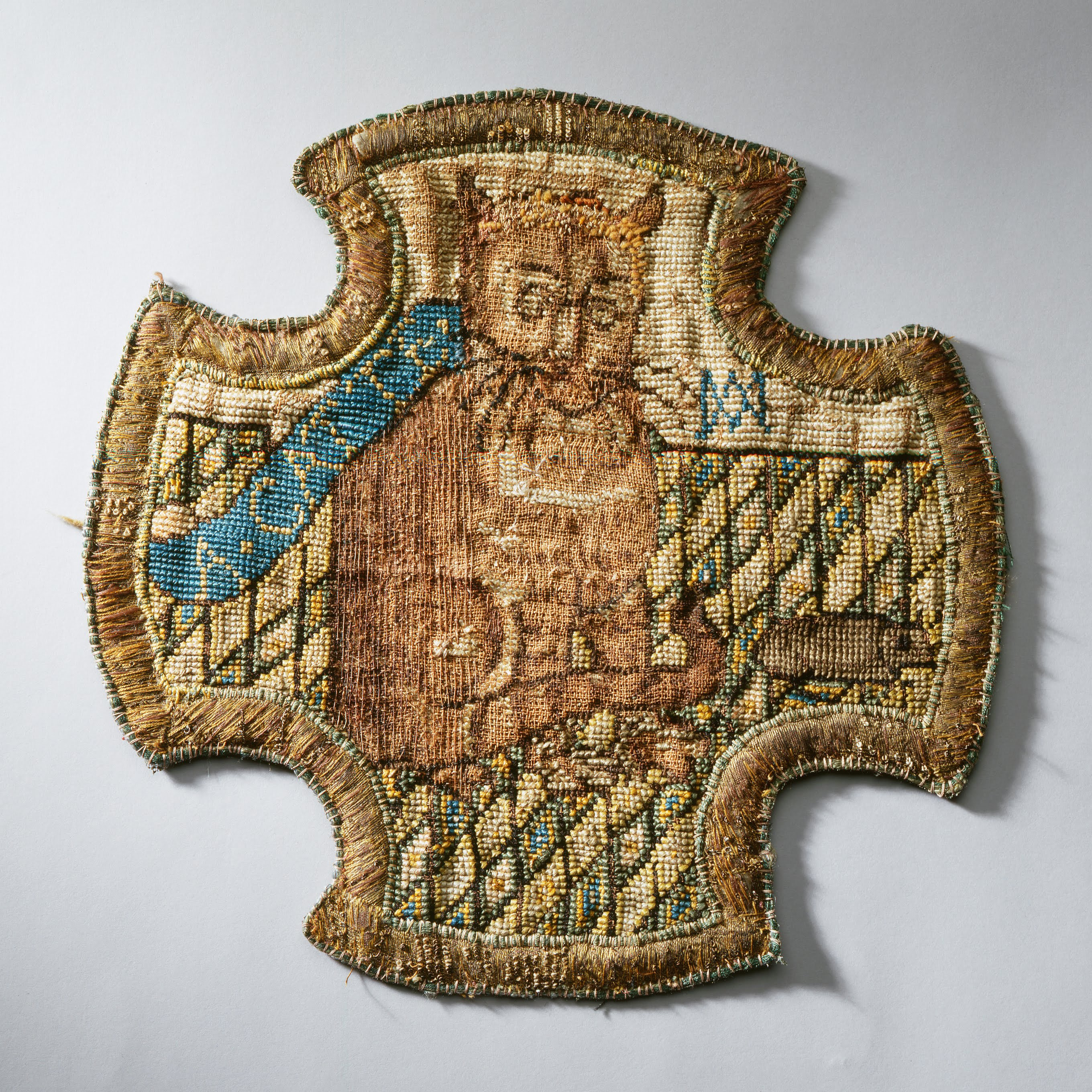
A királynő fogsága idején készített hímzése

1568. május 2-án Mária a várúr fivérének, George Douglasnak a segítségével megszökött a Loch Leven-i várból. Sikerült egy mintegy 6 ezer fős sereget összegyűjtenie, de május 13-án a Langside-i csatában vereséget szenvedett Moraytól és délnek menekült. Miután a dundrennani apátságban töltötte az éjszakát, május 16-án egy halász csónakján átkelt a határfolyón Angliába, 18-án pedig a helyi hatóságok védőőrizetbe helyezték Carlisle várában.
Mária feltehetően az várta Erzsébettől, hogy segít visszaszerezni a trónját; az angol királynő azonban óvatosan reagált és a skót konföderációs lordoknál érdeklődött, hogy Mária vádolható-e Darnley meggyilkolásával. Július közepén Máriát átköltöztették Bolton várába, amely messzebb volt a skót határtól, de nem túl közel Londonhoz. A skót királynő ruháját, holmijait július végén utánaküldték Loch Levenből. Közben Skóciában fegyveres összecsapásokra került sor Mária támogatói és Moray között.

### Az ékszeresdoboz-levelek
1568 októbere és 1569 januárja között előbb Yorkban, majd később Westminsterben egy bizottság vizsgálta Mária részvételét férjének megölésében. Mária felkent királynőként nem ismert semmilyen bíróságot, amelynek joga lenne dönteni felette és nem volt hajlandó elmenni a bizottsághoz, csak megbízottait küldte el.
Moray legfőbb bizonyítéka Mária ellen az ún. "ékszeresdoboz-levelek" voltak: nyolc aláíratlan levél, amelyeket állítólag Mária küldött Bothwellnek, két házassági szerződés és szerelmes szonettek. Ezeket állítólag egy ezüstözött, II. Ferenc monogramjával díszített ékszeresdobozban találták. A királynő tagadta hogy a leveleket ő írta volna és hamisítványnak nyilvánította valamennyit, mondván, hogy a kézírását nem nehéz utánozni. Utólag már nem lehet bizonyítani vagy cáfolni, hogy valóban Stuart Mária írta-e volna a leveleket, mert az eredetieket fia, Jakab 1584-ben feltehetően megsemmisítette. A modern életrajzírók inkább arra hajlanak, hogy teljes mértékben hamisítványok voltak vagy Mária meglevő leveleibe illesztettek bele inkrimináló szakaszokat. Egyes részek franciasága túl gyenge ahhoz, hogy az élete jelentős részét a párizsi udvarban töltő Mária írhatta volna őket; mások viszont hasonlítanak egyéb leveleinek stílusára. Moray a bizottságnak mutatta meg először a leveleket (bár a titkos tanács tagjai is láthatták azokat még előző év decemberében) és korábban nem próbálta igazolni velük a királynő őrizetben tartását és lemondatását.
A bizottság tagjainak többsége, köztük annak elnöke, Thomas Howard Norfolk hercege eredetinek ismerte a leveleket, miután alaposan megvizsgálták őket és összehasonlították a királynő kézírásával. Erzsébet azzal zárta a bizottság munkáját, hogy meggyőző bizonyítékokat egyik fél sem tudott felmutatni. Számára politikailag az volt a legelőnyösebb, ha fel sem menti és el sem ítéli Máriát a gyilkosság ügyében (erre a bizottságnak nem is volt jogköre, pusztán politikai okokból hívták össze). Moray visszatért Skóciába, Mária angol fogságban maradt, Erzsébetnek pedig sikerült anélkül fenntartania a protestáns uralmat a szomszéd országban, hogy súlyos ítéletnek tette volna ki rokonát.

### Összeesküvések

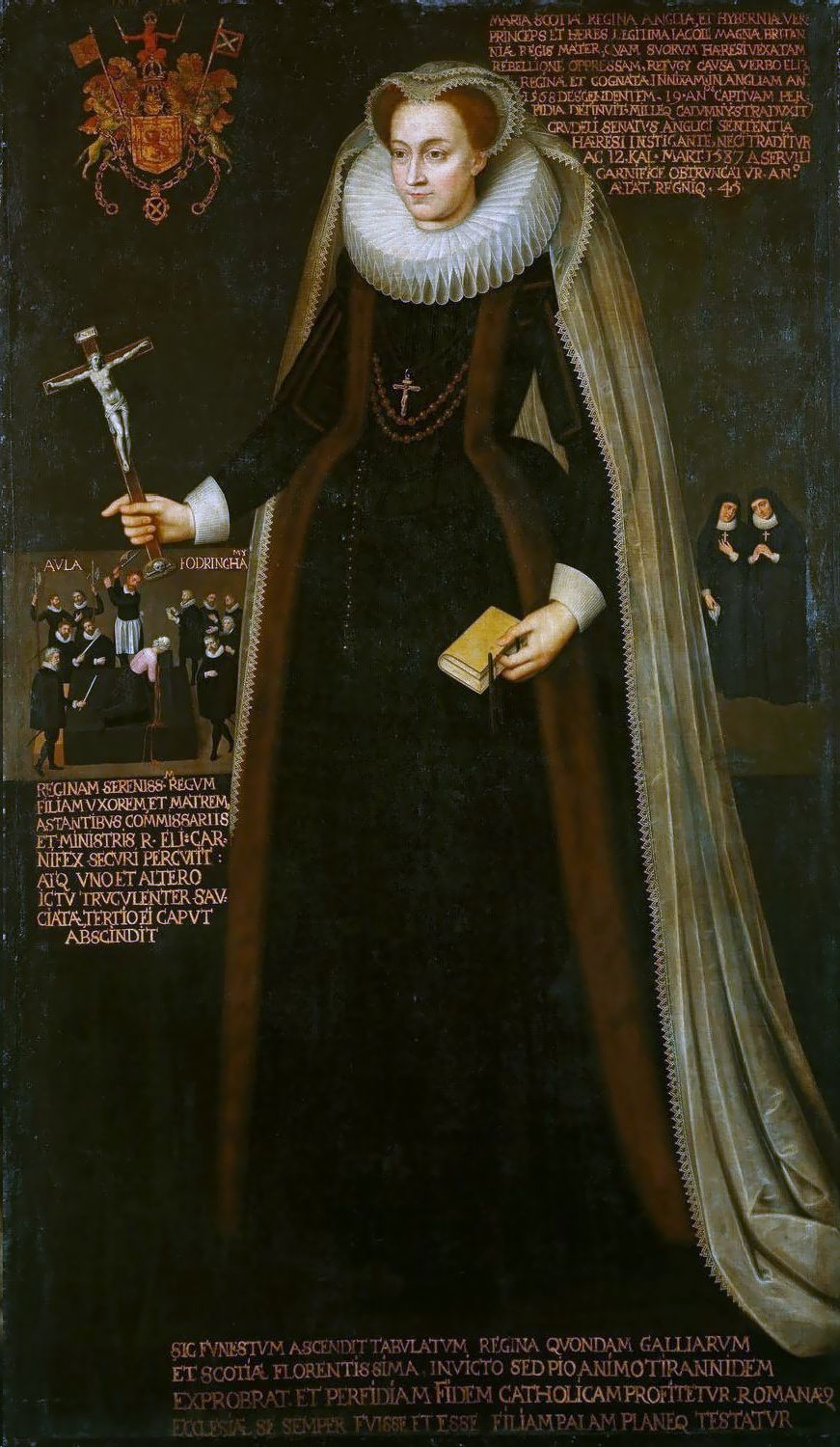
Mária a fogságban

1569. január 26-án Máriát átszállították Tutbury várába, ahol George Talbot, Shrewsbury grófja és felesége gondjaira bízták. Erzsébet még mindig veszélyes trónkövetelőnek tartotta őt, így csak a gróf birtokain belül (amelyhez néhány vár és kastély tartozott, valamennyi kellően távol mind a skót határtól, Londontól és a tengerparttól) mozoghatott. Szolgálóit magával vihette, ezek száma soha nem volt kevesebb tizenhatnál. Költözéskor harminc szekérrel szállították a holmijait. Lakosztályát kárpitokkal és szőnyegekkel díszítették és magával vihette trónjának baldachinját, melyre anyjának mottója En ma fin est mon commencement ("Végzetemben rejlik a kezdetem") volt hímezve. Ágyneműjét naponta cserélték, étrendjét saját séfje állítota össze tizenkét fogásból. Néha szigorú felügyelet mellett elhagyhatta a birtokot, hét nyarat töltött így Buxton fürdővárosában. Ideje nagy részét hímzéssel töltötte. Egészsége megromlott, talán porfíriája vagy a mozgáshiány miatt. Az 1580-as évekre lába reumássá vált és bicegve járt.
1569 májusában Erzsébet tárgyalásokat kezdett a skót főurakkal arról, hogy a protestáns hegemónia garantálása mellett Mária visszatérhessen Skócia élére, de azok nagy többséggel elvetették a javaslatot. Norfolk hercege (a vizsgálóbizottság elnöke), aki már korábban is házasságot ajánlott Máriának, tovább próbálkozott keze elnyerésével, míg Erzsébet néhány hónapra be nem záratta a Towerba. 1570 januárjában elején Morayt a katolikus főurak meggyilkolták. Ugyanekkor Észak-Angliában a katolikus lordok felkelést robbantottak ki Erzsébet uralmának megdöntésére, így az angol királynő tudatában volt annak, hogy Mária továbbra is veszélyt jelent számára. A rend helyreállítása után angol csapatok Skóciában is segédkeztek Mária híveinek pacifikálásában.
Erzsébet miniszterei, Francis Walsingham és William Cecil a személyzet között elrejtett kémek segítségével gondos megfigyelés alatt tartották a skót királynő tevékenységét. A két miniszter 1571-ben felgöngyölítette a Ridolfi-összeesküvést, amely Erzsébet meggyilkolására és – spanyol csapatok és Norfolk hercege segítségével – Mária trónra helyezésére irányult. Norfolkot kivégezték, az angol parlament pedig törvényt hozott arról, hogy kizárják Máriát az örökösödésből (ezt azonban Erzsébet nem írta alá). Bár Mária lejáratása céljából Londonban nyilvánosságra hozták az "ékszeresdoboz-leveleket", a személyét érintő összeesküvések rendre felmerültek. Az 1570-es évek második felében XIII. Gergely pápa azt tervezte, hogy összeházasítja őt II. Fülöp spanyol király törvénytelen féltestvérével, Don Juan de Austriával, aki aztán Spanyol-Németalföldről kiindulva partraszállna Angliában. 1583-ban a Throckmorton-féle összeesküvés felszámolását után Walsingham elfogadtatott egy rendeletet, amely megengedte, hogy az Erzsébet életére irányuló összeesküvések tagjait és azok haszonélvezőit törvényesen megölhessék.
Fia nagykorúvá válása után Mária felvetette neki helyzetének rendezését. Felajánlotta, hogy hajlandó Angliában maradni, lemond az angol trónról, segít érvényteleníteni az Erzsébetet kiközösítő pápai bullát és hajlandó részt venni egy franciaellenes szövetségben; cserébe csak fogsága feltételeinek enyhítését kérte. Jakab egy ideig kedvezően fogadta az ajánlatot, de végül inkább Erzsébettel kötött szövetséget és elutasította anyját. Erzsébet sem volt hajlandó tárgyalni vele, még mindig összeesküvésektől tartott.
1585 februárjában elítélték az Erzsébet meggyilkolását tervező William Parryt; az ügyről Máriának nem volt tudomása, bár egyik csatlósa, Thomas Morgan érintve volt. Áprilisban szigorítottak őrizetén, karácsonykor pedig átköltöztették Chartley várába.

### Kivégzése

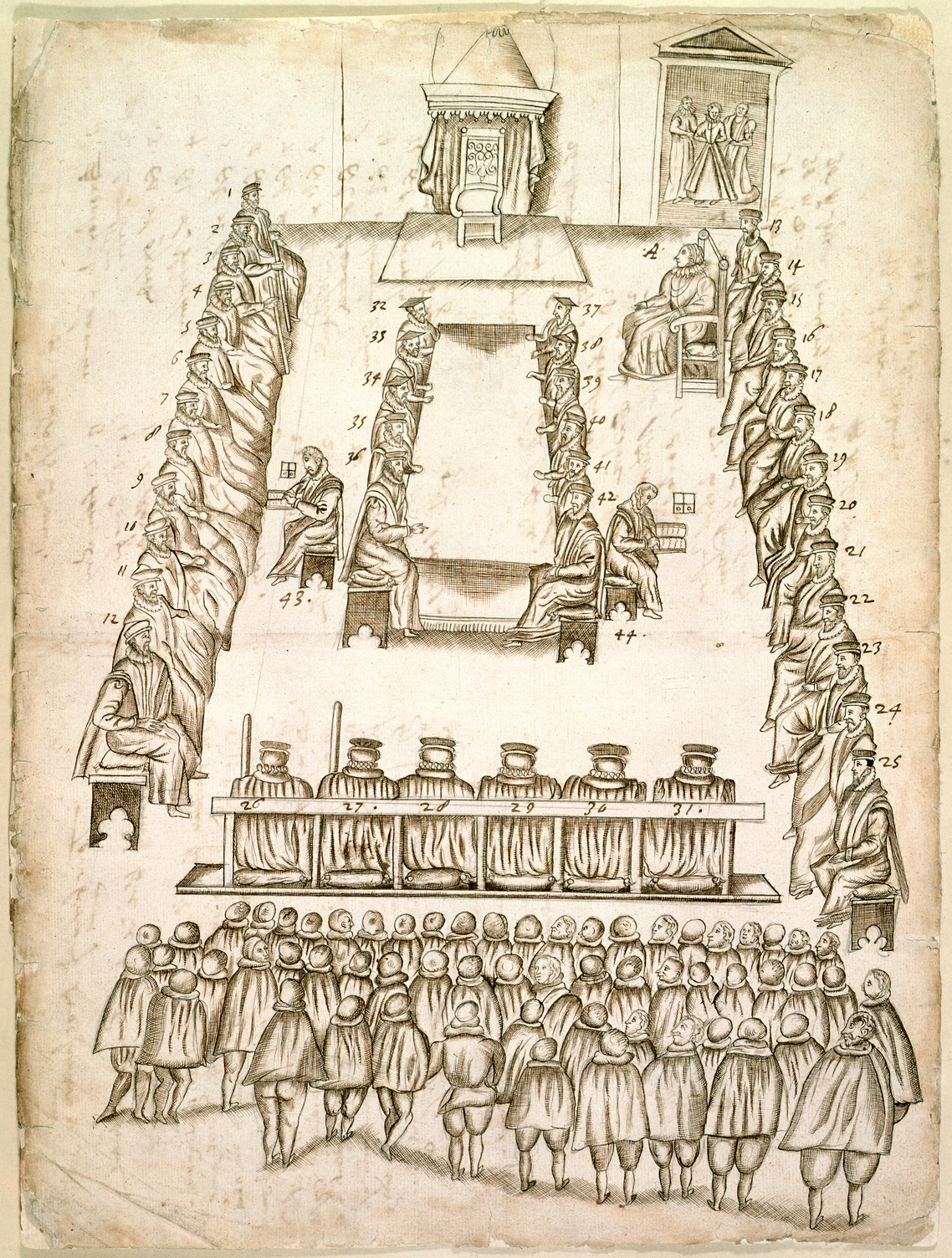
Stuart Mária tárgyalása Fotheringhay várának nagytermében

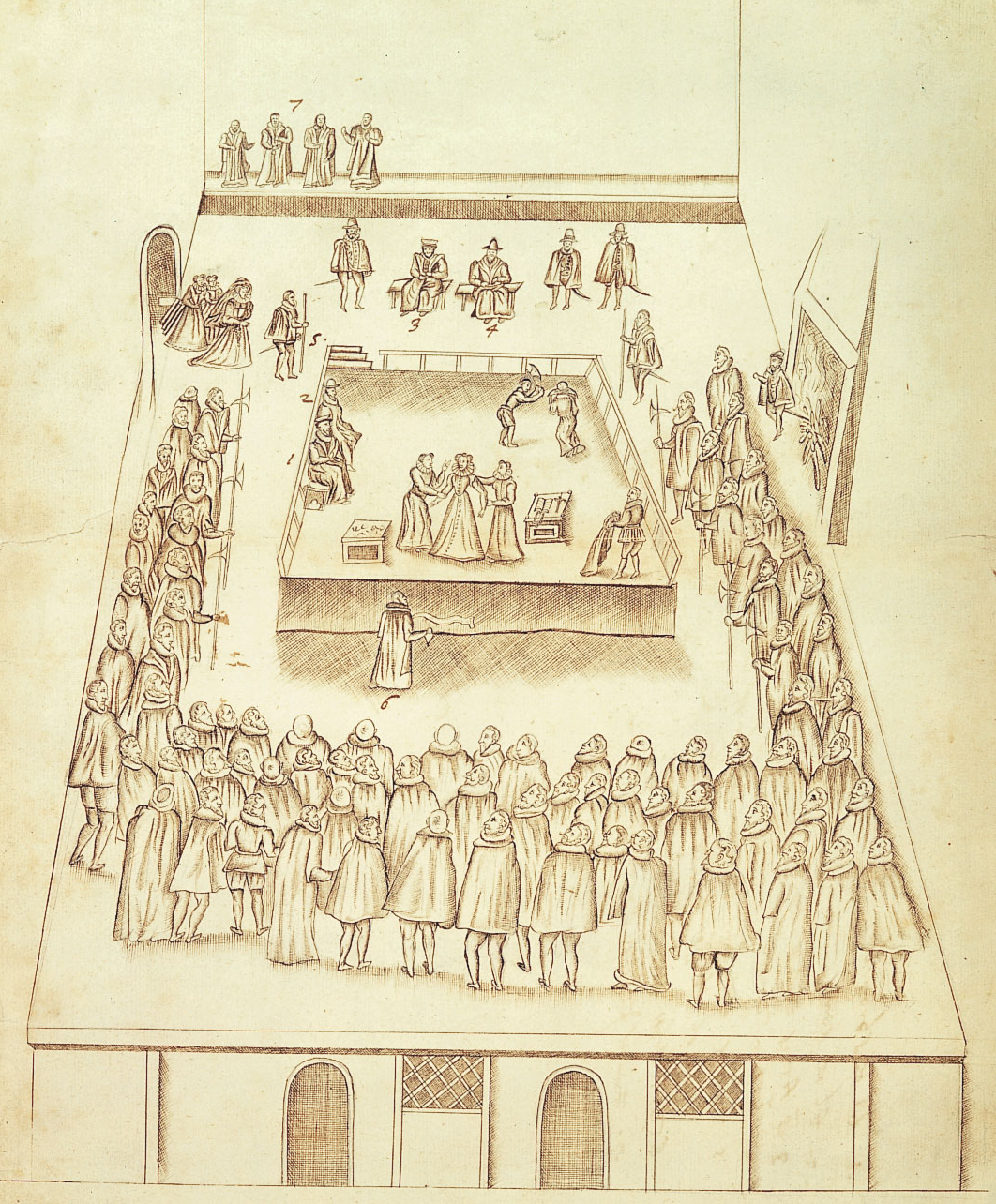
Stuart Mária kivégzése (az egyik szemtanú, Robert Beale rajza)

Miután neve belekeveredett a Babington-féle összeesküvésbe, Máriát 1586. augusztus 11-én letartóztatták és a staffordshire-beli Tixal Hall kastélyába szállították. Walsingham kémei által megszervezte, hogy kicsempésszék leveleit, de csak azért hogy csapdát állítson a volt skót királynőnek; míg az azt hitte hogy titkosírással írt levelei biztonsággal eljutnak a címzetteknek, Walsingham elfogta és dekódolta őket. Ezekből kiderült, hogy Mária jóváhagyását adta Erzsébet meggyilkolásához.
Szeptember 21-én átszállították Fotheringhay várába. Októberben felségárulás vádjával egy 36 főnemesből (köztük Cecil, Shrewsbury és Walsingham) álló törvényszék elé állították. Mária vehemensen tagadta a vádakat. Felpanaszolta, hogy nem vizsgálhatta meg a vád bizonyítékait, hogy elvették tőle iratait, hogy nem konzultálhatott jogásszal és rámutatott, hogy egy másik állam uralkodójaként soha nem volt angol alattvaló, így nem is követhetett el felségárulást.
Október 25-én a bíróság bűnösnek mondta ki és halálra ítélte (egyetlen ellenvélemény, Lord Zouche-é mellett). Erzsébet vonakodott elrendelni a kivégzését, bár a parlament már sürgette. Aggódott, hogy egy uralkodó kivégzése kellemetlen precedenst teremthet és hogy Mária fia, Jakab bosszúból a katolikus országokkal szövetkezhet. Erzsébet óvatosan puhatolózott Mária börtönőrénél, Sir Amias Pauletnél, hogy nem tudna-e kigondolni valami rejtett módszert, amivel "megrövidíthetnék" a fogoly életét, de az a lelkiismeretére hivatkozva visszautasította a javaslatot. 1587. február 1-én Erzsébet aláírta a halálos ítéletet, titkos tanácsának tíz tagja pedig annak azonnali végrehajtása mellett döntött.
Máriának 1587. február 7-én este mondták meg, hogy másnap reggel kivégzik. Utolsó óráiban imádkozott, holmijait szétosztotta szolgálói között, megírta végrendeletét, valamint egy levelet Franciaország királyának. Fotheringhay várának lovagtermében felállították a fekete posztóval letakart vérpadot, amin a tőkét, a térdelőpárnát, valamint három zsámolyt (Mária és a két tanú, Shrewsbury és Kent grófjai számára).
Bull, a hóhér és segédje a királynő elé térdelt és – ahogyan ez általános szokás volt – a bocsánatát kérte. Mária így válaszolt "Teljes szívemből megbocsátok neked, mert ahogy remélem, most véget vetsz minden szenvedésemnek." Szolgálói és a hóhérok segítségével levetette felsőruháját, majd szobalánya bekötötte a szemét egy arannyal hímzett fehér fátyollal. Mária lehajtotta fejét a tőkére; utolsó szavai ezek voltak: In manus tuas, Domine, commendo spiritum meum ("Uram, a te kezeidbe ajánlom lelkemet"). A hóhér első csapásával elhibázta a nyakát és a tarkóját találta. Másodszorra a bárd egy ín kivételével átvágta a nyakát. Ezt átvágva az ítéletvégrehajtó a hajába markolva felemelte Mária fejét és elkiáltotta magát: "Isten óvja a királynőt!". Ekkor azonban kiderült, hogy Mária vörösbarna haja valójában paróka volt (alatta őszülő haját rövidre vágva hordta), melyből feje kiesett. William Cecil unokaöccse, aki jelen volt a kivégzésnél, nagybátyjának írt jelentésében más bizarr részletekkel is szolgált, miszerint a királynő ajkai még negyedórával a halála után is rángatóztak, és hogy a kiskutyája egyszer csak előbújt a holttest szoknyája alól; azonban más szemtanúk részletes jelentéséből ezek a mozzanatok hiányoznak. Hogy megakadályozzák a katolikusok által mártírnak tartott Mária ereklyéinek kicsempészését, minden ruháját, a hóhér tőkéjét és mindent amire vére ráfolyt, elégettek a lovagterem kandallójában.

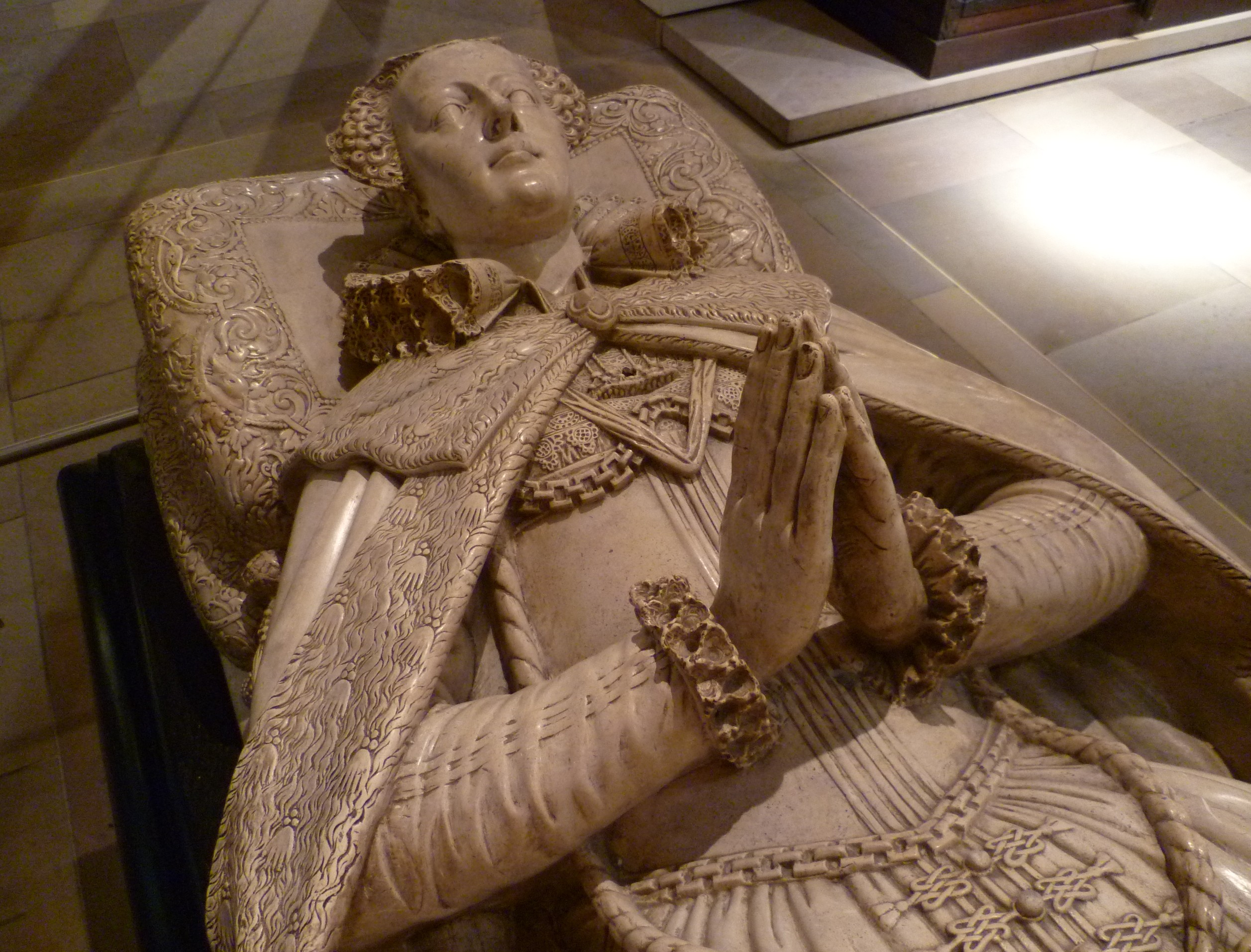
Mária szarkofágjának másolata a Skót Nemzeti Múzeumban (az eredeti a westminsteri apátságban található)

Erzsébet a kivégzés hírére felháborodott, azzal vádolta William Davison tanácstagot (akinek átadta az aláírt halálos ítéletet), hogy nem követte utasítását, miszerint ne hajtsák végre az ítéletet, valamint az állította, hogy a Titkos tanács az ő tudomása nélkül intézkedett. A királynő bizonytalan megfogalmazású utasításai és látványos vonakodása feltehetően azt a célt szolgálták, hogy ne vádolhassák rokona meggyilkolásával. Davisont kötelességszegésért a Towerbe zárták és csak másfél évvel később engedték ki Cecil és Walsingham közbenjárására.
Erzsébet nem engedte, hogy Máriát, annak kívánsága szerint, Franciaországban temessék el. A holttestet bebalzsamozták és 1587 júliusának végén temették el protestáns rítus szerint a peterboroughi székesegyházban. A balzsamozás során eltávolított belső szerveit titokban temették el Fotheringhay várában. Testét 1612-ben fia, Jakab kívánságára exhumálták és a westminsteri apátságban helyezték örök nyugalomra az Erzsébet sírjával szembeni kápolnában. 1867-ben sírját felnyitották, amikor Jakab sírját keresték az apátságban (és amelyet végül VII. Henrik kriptájában találtak meg). Számos leszármazottját, többek között Stuart Erzsébet cseh királynét, Pfalzi Rupert herceget, valamint Anna angol királynő gyermekeit, Mária sírboltjában helyezték örök nyugalomra.

## Megítélése

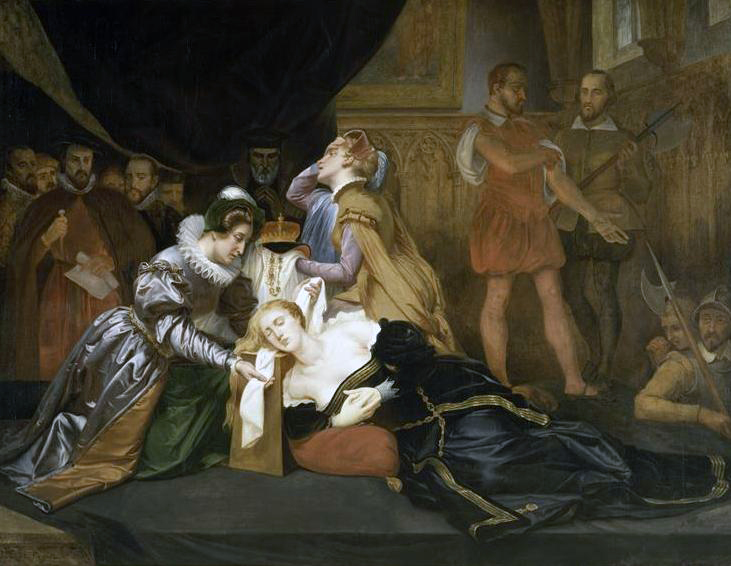
Stuart Mária kivégzése (Abel de Pujol képe, 19. sz.)

Mária alakját a 16. században homlokegyenest ellenkező módon ábrázolták a különböző vallások hívei. A protestáns reformerek, mint George Buchanan és John Knox becsmérelték, míg a katolikusok (pl. Adam Blackwood) magasztalták és megvédték döntéseit. Miután fia, Jakab angol király lett, William Camden történész az eredeti dokumentumok alapján megírta Mária hivatalosan jóváhagyott életrajzát, amely Buchanan vádjait kitalációnak minősítette, és a királynő balsorsát inkább a szerencsétlen körülményeknek, mint saját rossz jellemvonásainak tulajdonította. Megítélésében később sem sikerült konszenzusra jutni: a 18. századi filozófus, David Hume például eredetinek tartotta az ékszeresdobozbeli leveleket és Máriát házasságtörésben és gyilkosságban elmarasztalta, míg más neves skót értelmiségiek áldozatként tekintettek rá. A 20. század második felében – bár továbbra is voltak olyan vélemények, miszerint Mária kudarcot vallott és képtelen volt teljesíteni a felé irányuló elvárásokat – a történészek többsége már úgy vélte, hogy a királynő csak báb volt az intrikáló főúri klikkek kezében, az ellene irányuló vádakat pedig jórészt Buchanan kitalációinak tekintik.

## Családfája
| \| \| \| \| \| \| \| \| \| \| \| \| \| \| \| \| \| \| \| \| \| II. Jakab skót király \| II. Jakab skót király \| II. Jakab skót király \| II. Jakab skót király \| II. Jakab skót király \| II. Jakab skót király \| \| \| Gelrei Mária \| Gelrei Mária \| Gelrei Mária \| Gelrei Mária \| Gelrei Mária \| Gelrei Mária \| \| \| \| \| \| \| \| \| \| \| \| \| \| \| \| \| \| \| \| \| \| \| \| \| \| \| \| \| \| \| \| \| \| \| \| \| \| \| \| \| \| \| \| \| \| \| \| \| \| \| \| \| \| \| \| \| \| \| \| II. Jakab skót király \| II. Jakab skót király \| II. Jakab skót király \| II. Jakab skót király \| II. Jakab skót király \| II. Jakab skót király \| \| \| Gelrei Mária \| Gelrei Mária \| Gelrei Mária \| Gelrei Mária \| Gelrei Mária \| Gelrei Mária \| \| \| \| \| \| \| \| \| \| \| \| \| \| \| \| \| \| \| \| \| \| \| \| \| \| \| \| \| \| \| \| \| \| \| \| \| \| \| \| \| \| \| \| \| \| \| \| \| \| \| \| \| \| \| \| \| \| \| \| \| \| \| \| \| \| \| \| \| \| \| \| \| \| \| \| \| \| \| \| \| \| \| \| \| \| \| \| \| \| \| \| \| \| \| \| \| \| \| \| \| \| \| \| \| \| \| \| \| \| \| \| \| \| \| \| \| \| \| \| \| \| \| \| \| \| \| \| \| \| \| \| \| \| \| \| \| \| \| \| \| \| \| \| \| \| \| \| \| \| \| \| \| \| \| \| \| \| \| \| \| \| \| \| \| \| \| \| \| \| \| \| \| \| \| \| \| \| \| \| \| \| \| \| \| \| \| \| \| \| \| \| \| \| \| \| \| \| \| \| \| \| \| \| \| \| III. Jakab skót király \| III. Jakab skót király \| III. Jakab skót király \| III. Jakab skót király \| III. Jakab skót király \| III. Jakab skót király \| \| \| Mary Stewart \| Mary Stewart \| Mary Stewart \| Mary Stewart \| Mary Stewart \| Mary Stewart \| \| \| \| \| \| \| \| \| \| \| \| \| \| \| \| \| \| \| \| \| \| \| \| \| \| \| \| \| \| \| \| \| \| \| \| \| \| \| \| \| \| \| \| \| \| \| \| \| \| \| \| \| \| \| \| \| \| \| \| III. Jakab skót király \| III. Jakab skót király \| III. Jakab skót király \| III. Jakab skót király \| III. Jakab skót király \| III. Jakab skót király \| \| \| Mary Stewart \| Mary Stewart \| Mary Stewart \| Mary Stewart \| Mary Stewart \| Mary Stewart \| \| \| \| \| \| \| \| \| \| \| \| \| \| \| \| \| \| \| \| \| \| \| \| \| \| \| \| \| \| \| \| \| \| \| \| \| \| \| \| \| \| \| \| \| \| \| \| \| \| \| \| \| \| \| \| \| \| \| \| \| \| \| \| \| \| \| \| \| \| \| \| \| \| \| \| \| \| \| \| \| \| \| \| \| \| \| \| \| \| \| \| \| \| \| \| \| \| \| \| \| \| \| \| \| \| \| \| \| \| \| \| \| \| \| \| \| \| \| \| \| \| \| \| \| \| \| \| \| \| \| \| \| \| \| \| \| James Hamilton \| James Hamilton \| James Hamilton \| James Hamilton \| James Hamilton \| James Hamilton \| \| \| Elizabeth Hamilton \| Elizabeth Hamilton \| Elizabeth Hamilton \| Elizabeth Hamilton \| Elizabeth Hamilton \| Elizabeth Hamilton \| \| \| \| \| \| \| \| \| \| \| \| \| \| \| \| \| \| \| \| \| \| \| \| \| \| \| \| \| \| \| \| \| \| \| \| \| \| \| \| \| \| \| \| \| \| \| \| \| \| \| \| \| \| \| \| \| \| \| \| James Hamilton \| James Hamilton \| James Hamilton \| James Hamilton \| James Hamilton \| James Hamilton \| \| \| Elizabeth Hamilton \| Elizabeth Hamilton \| Elizabeth Hamilton \| Elizabeth Hamilton \| Elizabeth Hamilton \| Elizabeth Hamilton \| \| \| \| \| \| \| \| \| \| \| \| \| \| \| \| \| \| \| \| \| \| \| \| \| \| \| \| \| \| \| \| \| \| \| \| \| \| \| \| \| \| \| \| \| \| \| \| \| \| \| \| \| \| \| \| \| \| \| \| James Hamilton \| James Hamilton \| James Hamilton \| James Hamilton \| James Hamilton \| James Hamilton \| \| \| John Stewart \| John Stewart \| John Stewart \| John Stewart \| John Stewart \| John Stewart \| \| \| VII. Henrik angol király \| VII. Henrik angol király \| VII. Henrik angol király \| VII. Henrik angol király \| VII. Henrik angol király \| VII. Henrik angol király \| \| \| Yorki Erzsébet \| Yorki Erzsébet \| Yorki Erzsébet \| Yorki Erzsébet \| Yorki Erzsébet \| Yorki Erzsébet \| \| \| \| \| \| \| \| \| \| \| \| \| \| \| \| \| \| \| \| \| \| \| \| \| \| \| \| \| \| \| \| \| \| \| \| \| \| \| \| \| \| \| \| James Hamilton \| James Hamilton \| James Hamilton \| James Hamilton \| James Hamilton \| James Hamilton \| \| \| John Stewart \| John Stewart \| John Stewart \| John Stewart \| John Stewart \| John Stewart \| \| \| VII. Henrik angol király \| VII. Henrik angol király \| VII. Henrik angol király \| VII. Henrik angol király \| VII. Henrik angol király \| VII. Henrik angol király \| \| \| Yorki Erzsébet \| Yorki Erzsébet \| Yorki Erzsébet \| Yorki Erzsébet \| Yorki Erzsébet \| Yorki Erzsébet \| \| \| \| \| \| \| \| \| \| \| \| \| \| \| \| \| \| \| \| \| \| \| \| \| \| \| \| \| \| \| \| \| \| \| \| \| \| \| \| \| \| \| \| \| \| \| \| \| \| \| \| \| \| \| \| \| \| \| \| \| \| \| \| \| \| \| \| \| \| \| \| \| \| \| \| \| \| \| \| \| \| \| \| \| \| \| \| \| \| \| \| \| \| \| \| \| \| \| \| \| \| \| \| \| \| \| \| \| \| \| \| \| \| \| \| \| \| \| \| \| \| \| \| \| \| \| \| \| \| \| \| \| \| \| \| \| \| \| \| \| \| \| \| \| \| \| \| \| \| \| \| \| \| \| \| \| \| \| \| \| \| \| \| \| \| \| \| \| \| Claude de Guise \| Claude de Guise \| Claude de Guise \| Claude de Guise \| Claude de Guise \| Claude de Guise \| \| \| Antoinette de Bourbon \| Antoinette de Bourbon \| Antoinette de Bourbon \| Antoinette de Bourbon \| Antoinette de Bourbon \| Antoinette de Bourbon \| \| \| IV. Jakab skót király \| IV. Jakab skót király \| IV. Jakab skót király \| IV. Jakab skót király \| IV. Jakab skót király \| IV. Jakab skót király \| \| \| \| \| \| \| \| \| \| \| Tudor Margit \| Tudor Margit \| Tudor Margit \| Tudor Margit \| Tudor Margit \| Tudor Margit \| \| \| Archibald Douglas \| Archibald Douglas \| Archibald Douglas \| Archibald Douglas \| Archibald Douglas \| Archibald Douglas \| \| \| VIII. Henrik angol király \| VIII. Henrik angol király \| VIII. Henrik angol király \| VIII. Henrik angol király \| VIII. Henrik angol király \| VIII. Henrik angol király \| \| \| \| \| \| \| \| \| \| \| \| \| \| \| \| \| \| \| \| Claude de Guise \| Claude de Guise \| Claude de Guise \| Claude de Guise \| Claude de Guise \| Claude de Guise \| \| \| Antoinette de Bourbon \| Antoinette de Bourbon \| Antoinette de Bourbon \| Antoinette de Bourbon \| Antoinette de Bourbon \| Antoinette de Bourbon \| \| \| IV. Jakab skót király \| IV. Jakab skót király \| IV. Jakab skót király \| IV. Jakab skót király \| IV. Jakab skót király \| IV. Jakab skót király \| \| \| \| \| \| \| \| \| \| \| Tudor Margit \| Tudor Margit \| Tudor Margit \| Tudor Margit \| Tudor Margit \| Tudor Margit \| \| \| Archibald Douglas \| Archibald Douglas \| Archibald Douglas \| Archibald Douglas \| Archibald Douglas \| Archibald Douglas \| \| \| VIII. Henrik angol király \| VIII. Henrik angol király \| VIII. Henrik angol király \| VIII. Henrik angol király \| VIII. Henrik angol király \| VIII. Henrik angol király \| \| \| \| \| \| \| \| \| \| \| \| \| \| \| \| \| \| \| \| \| \| \| \| \| \| \| \| \| \| \| \| \| \| \| \| \| \| \| \| \| \| \| \| \| \| \| \| \| \| \| \| \| \| \| \| \| \| \| \| \| \| \| \| \| \| \| \| \| \| \| \| \| \| \| \| \| \| \| \| \| \| \| \| \| \| \| \| \| \| \| \| \| \| \| \| \| \| \| \| \| \| \| \| \| \| \| \| \| \| \| \| \| \| \| \| \| \| \| \| \| \| \| \| \| \| \| \| \| \| \| \| \| \| \| \| \| \| \| \| \| \| \| \| \| \| \| \| \| \| \| \| \| \| \| \| \| \| \| \| \| \| François de Guise \| François de Guise \| François de Guise \| François de Guise \| François de Guise \| François de Guise \| \| \| Charles de Guise \| Charles de Guise \| Charles de Guise \| Charles de Guise \| Charles de Guise \| Charles de Guise \| \| \| Guise-i Mária \| Guise-i Mária \| Guise-i Mária \| Guise-i Mária \| Guise-i Mária \| Guise-i Mária \| \| \| V. Jakab skót király \| V. Jakab skót király \| V. Jakab skót király \| V. Jakab skót király \| V. Jakab skót király \| V. Jakab skót király \| \| \| Matthew Stewart \| Matthew Stewart \| Matthew Stewart \| Matthew Stewart \| Matthew Stewart \| Matthew Stewart \| \| \| Margaret Douglas \| Margaret Douglas \| Margaret Douglas \| Margaret Douglas \| Margaret Douglas \| Margaret Douglas \| \| \| \| \| \| \| \| \| \| \| \| \| \| \| \| \| \| \| \| \| \| \| \| \| \| \| \| François de Guise \| François de Guise \| François de Guise \| François de Guise \| François de Guise \| François de Guise \| \| \| Charles de Guise \| Charles de Guise \| Charles de Guise \| Charles de Guise \| Charles de Guise \| Charles de Guise \| \| \| Guise-i Mária \| Guise-i Mária \| Guise-i Mária \| Guise-i Mária \| Guise-i Mária \| Guise-i Mária \| \| \| V. Jakab skót király \| V. Jakab skót király \| V. Jakab skót király \| V. Jakab skót király \| V. Jakab skót király \| V. Jakab skót király \| \| \| Matthew Stewart \| Matthew Stewart \| Matthew Stewart \| Matthew Stewart \| Matthew Stewart \| Matthew Stewart \| \| \| Margaret Douglas \| Margaret Douglas \| Margaret Douglas \| Margaret Douglas \| Margaret Douglas \| Margaret Douglas \| \| \| \| \| \| \| \| \| \| \| \| \| \| \| \| \| \| \| \| \| \| \| \| \| \| \| \| \| \| \| \| \| \| \| \| \| \| \| \| \| \| \| \| \| \| \| \| \| \| \| \| \| \| \| \| \| \| \| \| \| \| \| \| \| \| \| \| \| \| \| \| \| \| \| \| \| \| \| \| \| \| \| \| \| \| \| \| \| \| \| \| \| \| \| \| \| \| \| \| \| \| \| \| \| \| \| \| \| \| \| \| \| \| \| \| \| \| \| \| \| \| \| \| \| \| \| \| \| \| \| \| \| \| \| \| \| \| \| \| \| \| \| \| \| \| \| \| \| \| \| \| \| \| \| \| \| \| \| \| \| \| \| \| \| \| \| \| \| \| \| \| \| \| \| \| \| \| \| \| \| \| \| \| II. Ferenc francia király \| II. Ferenc francia király \| II. Ferenc francia király \| II. Ferenc francia király \| II. Ferenc francia király \| II. Ferenc francia király \| \| \| \| \| Stuart Mária \| Stuart Mária \| Stuart Mária \| Stuart Mária \| Stuart Mária \| Stuart Mária \| \| \| \| \| \| \| \| \| \| \| Henry Stuart, Lord Darnley \| Henry Stuart, Lord Darnley \| Henry Stuart, Lord Darnley \| Henry Stuart, Lord Darnley \| Henry Stuart, Lord Darnley \| Henry Stuart, Lord Darnley \| \| \| VI. Eduárd angol király \| VI. Eduárd angol király \| VI. Eduárd angol király \| VI. Eduárd angol király \| VI. Eduárd angol király \| VI. Eduárd angol király \| \| \| I. Mária angol királynő \| I. Mária angol királynő \| I. Mária angol királynő \| I. Mária angol királynő \| I. Mária angol királynő \| I. Mária angol királynő \| \| \| I. Erzsébet angol királynő \| I. Erzsébet angol királynő \| I. Erzsébet angol királynő \| I. Erzsébet angol királynő \| I. Erzsébet angol királynő \| I. Erzsébet angol királynő \| \| \| \| \| \| \| \| \| \| \| \| \| \| \| \| \| \| II. Ferenc francia király \| II. Ferenc francia király \| II. Ferenc francia király \| II. Ferenc francia király \| II. Ferenc francia király \| II. Ferenc francia király \| \| \| \| \| Stuart Mária \| Stuart Mária \| Stuart Mária \| Stuart Mária \| Stuart Mária \| Stuart Mária \| \| \| \| \| \| \| \| \| \| \| Henry Stuart, Lord Darnley \| Henry Stuart, Lord Darnley \| Henry Stuart, Lord Darnley \| Henry Stuart, Lord Darnley \| Henry Stuart, Lord Darnley \| Henry Stuart, Lord Darnley \| \| \| VI. Eduárd angol király \| VI. Eduárd angol király \| VI. Eduárd angol király \| VI. Eduárd angol király \| VI. Eduárd angol király \| VI. Eduárd angol király \| \| \| I. Mária angol királynő \| I. Mária angol királynő \| I. Mária angol királynő \| I. Mária angol királynő \| I. Mária angol királynő \| I. Mária angol királynő \| \| \| I. Erzsébet angol királynő \| I. Erzsébet angol királynő \| I. Erzsébet angol királynő \| I. Erzsébet angol királynő \| I. Erzsébet angol királynő \| I. Erzsébet angol királynő \| \| \| \| \| \| \| \| \| \| \| \| \| \| \| \| \| \| \| \| \| \| \| \| \| \| \| \| \| \| \| \| \| \| \| \| \| \| \| \| \| \| \| \| \| \| \| \| \| \| \| \| \| \| \| \| \| \| \| \| \| \| \| \| \| \| \| \| \| \| \| \| \| \| \| \| \| \| \| \| \| \| \| \| \| \| \| \| \| \| \| \| \| \| \| \| \| \| \| \| \| \| \| \| \| \| \| \| \| VI. Jakab skót király \| \| \| \| \| \| \| \| \| \| \| \| \| \| \| \| \| \| \| \| \| \| \| \| \| \| \| \| \| \| \| \| \| \| \| \| \| \| \| \| \| \| \| \| |                   |                   |                   |                   |                   |                 |                 |                  |                  |                           |                           |                           |                           |                           |                           |                       |                       |               |               |                        |                        |                        |                        |                        |                        |                      |                      |                       |                      |              |              |                    |                    |                    |                    |                            |                            |                            |                            |                            |                            |                          |                          |                          |                          |                         |                         |                         |                         |                |                |                           |                           |                           |                           |                           |                           |  |  |                            |                            |                            |                            |                            |                            |  |  |  |  |  |  |
| |                   |                   |                   |                   |                   |                 |                 |                  |                  |                           |                           |                           |                           |                           |                           |                       |                       |               |               | II. Jakab skót király  | II. Jakab skót király  | II. Jakab skót király  | II. Jakab skót király  | II. Jakab skót király  | II. Jakab skót király  |                      |                      | Gelrei Mária          | Gelrei Mária         | Gelrei Mária | Gelrei Mária | Gelrei Mária       | Gelrei Mária       |                    |                    |                            |                            |                            |                            |                            |                            |                          |                          |                          |                          |                         |                         |                         |                         |                |                |                           |                           |                           |                           |                           |                           |  |  |                            |                            |                            |                            |                            |                            |  |  |  |  |  |  |
| |                   |                   |                   |                   |                   |                 |                 |                  |                  |                           |                           |                           |                           |                           |                           |                       |                       |               |               | II. Jakab skót király  | II. Jakab skót király  | II. Jakab skót király  | II. Jakab skót király  | II. Jakab skót király  | II. Jakab skót király  |                      |                      | Gelrei Mária          | Gelrei Mária         | Gelrei Mária | Gelrei Mária | Gelrei Mária       | Gelrei Mária       |                    |                    |                            |                            |                            |                            |                            |                            |                          |                          |                          |                          |                         |                         |                         |                         |                |                |                           |                           |                           |                           |                           |                           |  |  |                            |                            |                            |                            |                            |                            |  |  |  |  |  |  |
| |                   |                   |                   |                   |                   |                 |                 |                  |                  |                           |                           |                           |                           |                           |                           |                       |                       |               |               |                        |                        |                        |                        |                        |                        |                      |                      |                       |                      |              |              |                    |                    |                    |                    |                            |                            |                            |                            |                            |                            |                          |                          |                          |                          |                         |                         |                         |                         |                |                |                           |                           |                           |                           |                           |                           |  |  |                            |                            |                            |                            |                            |                            |  |  |  |  |  |  |
| |                   |                   |                   |                   |                   |                 |                 |                  |                  |                           |                           |                           |                           |                           |                           |                       |                       |               |               |                        |                        |                        |                        |                        |                        |                      |                      |                       |                      |              |              |                    |                    |                    |                    |                            |                            |                            |                            |                            |                            |                          |                          |                          |                          |                         |                         |                         |                         |                |                |                           |                           |                           |                           |                           |                           |  |  |                            |                            |                            |                            |                            |                            |  |  |  |  |  |  |
| |                   |                   |                   |                   |                   |                 |                 |                  |                  |                           |                           |                           |                           |                           |                           |                       |                       |               |               | III. Jakab skót király | III. Jakab skót király | III. Jakab skót király | III. Jakab skót király | III. Jakab skót király | III. Jakab skót király |                      |                      | Mary Stewart          | Mary Stewart         | Mary Stewart | Mary Stewart | Mary Stewart       | Mary Stewart       |                    |                    |                            |                            |                            |                            |                            |                            |                          |                          |                          |                          |                         |                         |                         |                         |                |                |                           |                           |                           |                           |                           |                           |  |  |                            |                            |                            |                            |                            |                            |  |  |  |  |  |  |
| |                   |                   |                   |                   |                   |                 |                 |                  |                  |                           |                           |                           |                           |                           |                           |                       |                       |               |               | III. Jakab skót király | III. Jakab skót király | III. Jakab skót király | III. Jakab skót király | III. Jakab skót király | III. Jakab skót király |                      |                      | Mary Stewart          | Mary Stewart         | Mary Stewart | Mary Stewart | Mary Stewart       | Mary Stewart       |                    |                    |                            |                            |                            |                            |                            |                            |                          |                          |                          |                          |                         |                         |                         |                         |                |                |                           |                           |                           |                           |                           |                           |  |  |                            |                            |                            |                            |                            |                            |  |  |  |  |  |  |
| |                   |                   |                   |                   |                   |                 |                 |                  |                  |                           |                           |                           |                           |                           |                           |                       |                       |               |               |                        |                        |                        |                        |                        |                        |                      |                      |                       |                      |              |              |                    |                    |                    |                    |                            |                            |                            |                            |                            |                            |                          |                          |                          |                          |                         |                         |                         |                         |                |                |                           |                           |                           |                           |                           |                           |  |  |                            |                            |                            |                            |                            |                            |  |  |  |  |  |  |
| |                   |                   |                   |                   |                   |                 |                 |                  |                  |                           |                           |                           |                           |                           |                           |                       |                       |               |               |                        |                        |                        |                        | James Hamilton         | James Hamilton         | James Hamilton       | James Hamilton       | James Hamilton        | James Hamilton       |              |              | Elizabeth Hamilton | Elizabeth Hamilton | Elizabeth Hamilton | Elizabeth Hamilton | Elizabeth Hamilton         | Elizabeth Hamilton         |                            |                            |                            |                            |                          |                          |                          |                          |                         |                         |                         |                         |                |                |                           |                           |                           |                           |                           |                           |  |  |                            |                            |                            |                            |                            |                            |  |  |  |  |  |  |
| |                   |                   |                   |                   |                   |                 |                 |                  |                  |                           |                           |                           |                           |                           |                           |                       |                       |               |               |                        |                        |                        |                        | James Hamilton         | James Hamilton         | James Hamilton       | James Hamilton       | James Hamilton        | James Hamilton       |              |              | Elizabeth Hamilton | Elizabeth Hamilton | Elizabeth Hamilton | Elizabeth Hamilton | Elizabeth Hamilton         | Elizabeth Hamilton         |                            |                            |                            |                            |                          |                          |                          |                          |                         |                         |                         |                         |                |                |                           |                           |                           |                           |                           |                           |  |  |                            |                            |                            |                            |                            |                            |  |  |  |  |  |  |
| |                   |                   |                   |                   |                   |                 |                 |                  |                  |                           |                           |                           |                           |                           |                           |                       |                       |               |               |                        |                        |                        |                        | James Hamilton         | James Hamilton         | James Hamilton       | James Hamilton       | James Hamilton        | James Hamilton       |              |              | John Stewart       | John Stewart       | John Stewart       | John Stewart       | John Stewart               | John Stewart               |                            |                            | VII. Henrik angol király   | VII. Henrik angol király   | VII. Henrik angol király | VII. Henrik angol király | VII. Henrik angol király | VII. Henrik angol király |                         |                         | Yorki Erzsébet          | Yorki Erzsébet          | Yorki Erzsébet | Yorki Erzsébet | Yorki Erzsébet            | Yorki Erzsébet            |                           |                           |                           |                           |  |  |                            |                            |                            |                            |                            |                            |  |  |  |  |  |  |
| |                   |                   |                   |                   |                   |                 |                 |                  |                  |                           |                           |                           |                           |                           |                           |                       |                       |               |               |                        |                        |                        |                        | James Hamilton         | James Hamilton         | James Hamilton       | James Hamilton       | James Hamilton        | James Hamilton       |              |              | John Stewart       | John Stewart       | John Stewart       | John Stewart       | John Stewart               | John Stewart               |                            |                            | VII. Henrik angol király   | VII. Henrik angol király   | VII. Henrik angol király | VII. Henrik angol király | VII. Henrik angol király | VII. Henrik angol király |                         |                         | Yorki Erzsébet          | Yorki Erzsébet          | Yorki Erzsébet | Yorki Erzsébet | Yorki Erzsébet            | Yorki Erzsébet            |                           |                           |                           |                           |  |  |                            |                            |                            |                            |                            |                            |  |  |  |  |  |  |
| |                   |                   |                   |                   |                   |                 |                 |                  |                  |                           |                           |                           |                           |                           |                           |                       |                       |               |               |                        |                        |                        |                        |                        |                        |                      |                      |                       |                      |              |              |                    |                    |                    |                    |                            |                            |                            |                            |                            |                            |                          |                          |                          |                          |                         |                         |                         |                         |                |                |                           |                           |                           |                           |                           |                           |  |  |                            |                            |                            |                            |                            |                            |  |  |  |  |  |  |
| |                   |                   |                   |                   |                   |                 |                 |                  |                  |                           |                           |                           |                           |                           |                           |                       |                       |               |               |                        |                        |                        |                        |                        |                        |                      |                      |                       |                      |              |              |                    |                    |                    |                    |                            |                            |                            |                            |                            |                            |                          |                          |                          |                          |                         |                         |                         |                         |                |                |                           |                           |                           |                           |                           |                           |  |  |                            |                            |                            |                            |                            |                            |  |  |  |  |  |  |
| |                   |                   |                   | Claude de Guise   | Claude de Guise   | Claude de Guise | Claude de Guise | Claude de Guise  | Claude de Guise  |                           |                           | Antoinette de Bourbon     | Antoinette de Bourbon     | Antoinette de Bourbon     | Antoinette de Bourbon     | Antoinette de Bourbon | Antoinette de Bourbon |               |               | IV. Jakab skót király  | IV. Jakab skót király  | IV. Jakab skót király  | IV. Jakab skót király  | IV. Jakab skót király  | IV. Jakab skót király  |                      |                      |                       |                      |              |              |                    |                    |                    |                    | Tudor Margit               | Tudor Margit               | Tudor Margit               | Tudor Margit               | Tudor Margit               | Tudor Margit               |                          |                          | Archibald Douglas        | Archibald Douglas        | Archibald Douglas       | Archibald Douglas       | Archibald Douglas       | Archibald Douglas       |                |                | VIII. Henrik angol király | VIII. Henrik angol király | VIII. Henrik angol király | VIII. Henrik angol király | VIII. Henrik angol király | VIII. Henrik angol király |  |  |                            |                            |                            |                            |                            |                            |  |  |  |  |  |  |
| |                   |                   |                   | Claude de Guise   | Claude de Guise   | Claude de Guise | Claude de Guise | Claude de Guise  | Claude de Guise  |                           |                           | Antoinette de Bourbon     | Antoinette de Bourbon     | Antoinette de Bourbon     | Antoinette de Bourbon     | Antoinette de Bourbon | Antoinette de Bourbon |               |               | IV. Jakab skót király  | IV. Jakab skót király  | IV. Jakab skót király  | IV. Jakab skót király  | IV. Jakab skót király  | IV. Jakab skót király  |                      |                      |                       |                      |              |              |                    |                    |                    |                    | Tudor Margit               | Tudor Margit               | Tudor Margit               | Tudor Margit               | Tudor Margit               | Tudor Margit               |                          |                          | Archibald Douglas        | Archibald Douglas        | Archibald Douglas       | Archibald Douglas       | Archibald Douglas       | Archibald Douglas       |                |                | VIII. Henrik angol király | VIII. Henrik angol király | VIII. Henrik angol király | VIII. Henrik angol király | VIII. Henrik angol király | VIII. Henrik angol király |  |  |                            |                            |                            |                            |                            |                            |  |  |  |  |  |  |
| |                   |                   |                   |                   |                   |                 |                 |                  |                  |                           |                           |                           |                           |                           |                           |                       |                       |               |               |                        |                        |                        |                        |                        |                        |                      |                      |                       |                      |              |              |                    |                    |                    |                    |                            |                            |                            |                            |                            |                            |                          |                          |                          |                          |                         |                         |                         |                         |                |                |                           |                           |                           |                           |                           |                           |  |  |                            |                            |                            |                            |                            |                            |  |  |  |  |  |  |
| |                   |                   |                   |                   |                   |                 |                 |                  |                  |                           |                           |                           |                           |                           |                           |                       |                       |               |               |                        |                        |                        |                        |                        |                        |                      |                      |                       |                      |              |              |                    |                    |                    |                    |                            |                            |                            |                            |                            |                            |                          |                          |                          |                          |                         |                         |                         |                         |                |                |                           |                           |                           |                           |                           |                           |  |  |                            |                            |                            |                            |                            |                            |  |  |  |  |  |  |
| François de Guise | François de Guise | François de Guise | François de Guise | François de Guise | François de Guise |                 |                 | Charles de Guise | Charles de Guise | Charles de Guise          | Charles de Guise          | Charles de Guise          | Charles de Guise          |                           |                           | Guise-i Mária         | Guise-i Mária         | Guise-i Mária | Guise-i Mária | Guise-i Mária          | Guise-i Mária          |                        |                        | V. Jakab skót király   | V. Jakab skót király   | V. Jakab skót király | V. Jakab skót király | V. Jakab skót király  | V. Jakab skót király |              |              | Matthew Stewart    | Matthew Stewart    | Matthew Stewart    | Matthew Stewart    | Matthew Stewart            | Matthew Stewart            |                            |                            | Margaret Douglas           | Margaret Douglas           | Margaret Douglas         | Margaret Douglas         | Margaret Douglas         | Margaret Douglas         |                         |                         |                         |                         |                |                |                           |                           |                           |                           |                           |                           |  |  |                            |                            |                            |                            |                            |                            |  |  |  |  |  |  |
| François de Guise | François de Guise | François de Guise | François de Guise | François de Guise | François de Guise |                 |                 | Charles de Guise | Charles de Guise | Charles de Guise          | Charles de Guise          | Charles de Guise          | Charles de Guise          |                           |                           | Guise-i Mária         | Guise-i Mária         | Guise-i Mária | Guise-i Mária | Guise-i Mária          | Guise-i Mária          |                        |                        | V. Jakab skót király   | V. Jakab skót király   | V. Jakab skót király | V. Jakab skót király | V. Jakab skót király  | V. Jakab skót király |              |              | Matthew Stewart    | Matthew Stewart    | Matthew Stewart    | Matthew Stewart    | Matthew Stewart            | Matthew Stewart            |                            |                            | Margaret Douglas           | Margaret Douglas           | Margaret Douglas         | Margaret Douglas         | Margaret Douglas         | Margaret Douglas         |                         |                         |                         |                         |                |                |                           |                           |                           |                           |                           |                           |  |  |                            |                            |                            |                            |                            |                            |  |  |  |  |  |  |
| |                   |                   |                   |                   |                   |                 |                 |                  |                  |                           |                           |                           |                           |                           |                           |                       |                       |               |               |                        |                        |                        |                        |                        |                        |                      |                      |                       |                      |              |              |                    |                    |                    |                    |                            |                            |                            |                            |                            |                            |                          |                          |                          |                          |                         |                         |                         |                         |                |                |                           |                           |                           |                           |                           |                           |  |  |                            |                            |                            |                            |                            |                            |  |  |  |  |  |  |
| |                   |                   |                   |                   |                   |                 |                 |                  |                  |                           |                           |                           |                           |                           |                           |                       |                       |               |               |                        |                        |                        |                        |                        |                        |                      |                      |                       |                      |              |              |                    |                    |                    |                    |                            |                            |                            |                            |                            |                            |                          |                          |                          |                          |                         |                         |                         |                         |                |                |                           |                           |                           |                           |                           |                           |  |  |                            |                            |                            |                            |                            |                            |  |  |  |  |  |  |
| |                   |                   |                   |                   |                   |                 |                 |                  |                  | II. Ferenc francia király | II. Ferenc francia király | II. Ferenc francia király | II. Ferenc francia király | II. Ferenc francia király | II. Ferenc francia király |                       |                       |               |               | Stuart Mária           | Stuart Mária           | Stuart Mária           | Stuart Mária           | Stuart Mária           | Stuart Mária           |                      |                      |                       |                      |              |              |                    |                    |                    |                    | Henry Stuart, Lord Darnley | Henry Stuart, Lord Darnley | Henry Stuart, Lord Darnley | Henry Stuart, Lord Darnley | Henry Stuart, Lord Darnley | Henry Stuart, Lord Darnley |                          |                          | VI. Eduárd angol király  | VI. Eduárd angol király  | VI. Eduárd angol király | VI. Eduárd angol király | VI. Eduárd angol király | VI. Eduárd angol király |                |                | I. Mária angol királynő   | I. Mária angol királynő   | I. Mária angol királynő   | I. Mária angol királynő   | I. Mária angol királynő   | I. Mária angol királynő   |  |  | I. Erzsébet angol királynő | I. Erzsébet angol királynő | I. Erzsébet angol királynő | I. Erzsébet angol királynő | I. Erzsébet angol királynő | I. Erzsébet angol királynő |  |  |  |  |  |  |
| |                   |                   |                   |                   |                   |                 |                 |                  |                  | II. Ferenc francia király | II. Ferenc francia király | II. Ferenc francia király | II. Ferenc francia király | II. Ferenc francia király | II. Ferenc francia király |                       |                       |               |               | Stuart Mária           | Stuart Mária           | Stuart Mária           | Stuart Mária           | Stuart Mária           | Stuart Mária           |                      |                      |                       |                      |              |              |                    |                    |                    |                    | Henry Stuart, Lord Darnley | Henry Stuart, Lord Darnley | Henry Stuart, Lord Darnley | Henry Stuart, Lord Darnley | Henry Stuart, Lord Darnley | Henry Stuart, Lord Darnley |                          |                          | VI. Eduárd angol király  | VI. Eduárd angol király  | VI. Eduárd angol király | VI. Eduárd angol király | VI. Eduárd angol király | VI. Eduárd angol király |                |                | I. Mária angol királynő   | I. Mária angol királynő   | I. Mária angol királynő   | I. Mária angol királynő   | I. Mária angol királynő   | I. Mária angol királynő   |  |  | I. Erzsébet angol királynő | I. Erzsébet angol királynő | I. Erzsébet angol királynő | I. Erzsébet angol királynő | I. Erzsébet angol királynő | I. Erzsébet angol királynő |  |  |  |  |  |  |
| |                   |                   |                   |                   |                   |                 |                 |                  |                  |                           |                           |                           |                           |                           |                           |                       |                       |               |               |                        |                        |                        |                        |                        |                        |                      |                      |                       |                      |              |              |                    |                    |                    |                    |                            |                            |                            |                            |                            |                            |                          |                          |                          |                          |                         |                         |                         |                         |                |                |                           |                           |                           |                           |                           |                           |  |  |                            |                            |                            |                            |                            |                            |  |  |  |  |  |  |
| |                   |                   |                   |                   |                   |                 |                 |                  |                  |                           |                           |                           |                           |                           |                           |                       |                       |               |               |                        |                        |                        |                        |                        |                        |                      |                      | VI. Jakab skót király |                      |              |              |                    |                    |                    |                    |                            |                            |                            |                            |                            |                            |                          |                          |                          |                          |                         |                         |                         |                         |                |                |                           |                           |                           |                           |                           |                           |  |  |                            |                            |                            |                            |                            |                            |  |  |  |  |  |  |